# 2018年の音楽
2018年の音楽（2018ねんのおんがく）では、2018年の音楽産業や音楽活動に関する出来事をまとめる。

2017年の音楽 - 2018年の音楽 - 2019年の音楽

## 世界で最も売れたアーティスト
IFPI Global Recording Artist of the Year
1. ドレイク
2. BTS
3. エド・シーラン
4. ポスト・マローン
5. エミネム
6. クイーン
7. イマジン・ドラゴンズ
8. アリアナ・グランデ
9. レディー・ガガ
10. ブルーノ・マーズ

## 日本で活躍したアーティスト
Billboard JAPAN TOP ARTISTS
※提供：Billboard JAPAN
1. 米津玄師
2. TWICE
3. BTS
4. 乃木坂46
5. 欅坂46
6. 安室奈美恵
7. Mr.Children
8. AKB48
9. 宇多田ヒカル
10. 星野源

新人アーティスト別トータルセールス
1. King & Prince
2. SEVENTEEN
3. けやき坂46

## 詳細

### 1月
- 1日 - KAT-TUNがこの日未明よりジャニーズカウントダウンライブで活動を再開[4]。
- 6日 - 歌手の奥村チヨが今年いっぱいで引退することを発表[5]。
- 10日 - サザンオールスターズの桑田佳祐が発売したミュージック・ビデオ集『MVP』がオリコンDVD総合・Blu-ray総合ランキングで1位を獲得して、ソロデビューから30年3ヶ月で1位獲得となり、ソロアーティストの30年以上のキャリアで首位獲得するのは史上初の記録となった。また、氷室京介が2017年3月13日付の『KYOSUKE HIMURO LAST GIGS』で達成した28年8ヶ月の記録を塗り替えた[6]。
- 15日
  - ももいろクローバーZのメンバー、有安杏果がグループ卒業を発表[注 1]。
  - ヒップホップ歌手のUZIが東京都内の自宅で乾燥大麻600グラムを所持していた大麻取締法違反の現行犯で厚生労働省関東信越厚生局麻薬取締部に逮捕された[8][9][10]。
- 19日 - 音楽ユニットTM NETWORKのメンバーで、音楽プロデューサーの小室哲哉が、妻以外の女性との交際を一部週刊誌が報じたことを受け記者会見を行い、引退を表明した[11]。なお、小室は、事件発覚前の3日にデモ音源をレコーディングしたラストアイドルファミリーのラストアイドル（のちに「LaLuce」に改名）のプロデュース[12] や、2017年に結成した浅倉大介との音楽ユニットPANDORAは継続する[13]。
- 24日 - アイドルグループNMB48のメンバー太田夢莉が、体調不良のため活動を一時休止することを発表[14]。
- 31日 - アイドルグループ乃木坂46のメンバー生駒里奈が、前日の30日のスポーツ新聞のインタビューで、グループから卒業することをこの日発表した（後日、卒業日を「2018年5月6日」と発表）[15]。

### 2月
- 2日 - アイドルグループ乃木坂46のメンバー川村真洋が、3月31日でグループから卒業することをこの日発表した[16]。
- 3日 - 声優ユニットのミルキィホームズが10周年となる2019年2月限りで解散する事を発表[17]。
- 14日
  - みやかわくんのメジャーデビュー作となる、焚吐×みやかわくんのコラボレーションシングル「神風エクスプレス」[18] 発売。
  - 小林武史プロデュースによる、絢香&三浦大知のコラボレーションシングル「ハートアップ」が発売[19]。
- 21日 - 音楽プロデューサー梶浦由記が所属事務所スペースクラフトを退社し独立[20]。

### 3月
- 3日 - ダンス&ボーカルグループFANTASTICSのパフォーマー・中尾翔太が、胃がんと診断されたため活動を休止することを発表[21]。
- 13日 - ヴォーカルユニットKalafinaの一部メンバーが脱退し、3人体制の活動に終止符を打つことが発表される[22]。翌14日に脱退メンバーはKeikoと判明する[23]。
- 28日 - タッキー&翼の今井翼が、メニエール病を再発しこの日入院、治療に専念のため当面活動休止へ[24]。
- 31日 - 西内まりやが、この日付で所属事務所ライジングプロダクションとの契約が終了、フリーへ[25]。

### 4月
- 11日 - 桑田佳祐のライブ映像作品『がらくたライブ』がオリコン週間ミュージックDVD・Blu-rayランキングで1位を獲得し、年内2作目の週間ミュージックDVD・Blu-ray Discランキング1位獲得のソロアーティストは史上初となった[26]。
- 13日 - アンテナのボーカル渡辺諒が医師からパニック障害で診断され療養するため19日のライブをもって活動休止に入る。20日以降に予定されているライブはすべてキャンセルとなり、6月20日リリース予定のミニアルバムも発売延期。すでにレコーディングが終えた曲の中からデジタルシングルのリリースが予定されている[27]。
- 17日 - Superflyの越智志帆とフジファブリックの金澤ダイスケがオフィシャルサイトにて入籍したことを発表[28]。
- 19日 - この日未明、ニッポン放送『AKB48のオールナイトニッポン』番組内にて、AKB48ならびにその姉妹グループが参加する「AKB48世界選抜総選挙」の本年度開催会場[29] が、名古屋市・ナゴヤドームに決定したことを発表[30]。
- 25日 - TOKIOのベース・山口達也がこの日、強制わいせつの疑いで警視庁に書類送検された[31]。

### 5月
- 6日
  - ジャニーズ事務所がこの日をもって山口達也との所属契約を解除したことを発表、同日をもってTOKIOからも脱退。
  - アイドルグループ乃木坂46のメンバー生駒里奈がこの日の握手会をもってグループを卒業した。
- 7日 - アイドルグループ仮面女子のメンバー猪狩ともかが、脊髄損傷のため両下肢麻痺となったことをこの日、自身のブログにて発表した[32]。
- 10日 - ELLEGARDENが活動再開。10年ぶりにツアーを開催することを発表[33]。
- 20日 - アイドルグループ乃木坂46のメンバー斎藤ちはる、相楽伊織が、7月16日の握手会をもってグループから卒業することをこの日発表した[34]。
- 22日、23日 - アイドルグループももいろクローバーZがグループとしては初となる東京ドームで 結成10周年記念ライブを開催。

### 6月
- 7日 - NEWSのメンバー小山慶一郎が、前年末に東京都内で未成年女性と飲酒した件がこの日発売の「週刊文春」（文藝春秋）にて報道されたことを受け、同事務所は小山と、当時同席していた加藤シゲアキの両名に対する処分を発表。小山は一定期間の活動自粛、加藤には厳重注意を処した[35]。
- 16日 - 第10回AKB48世界選抜総選挙の開票イベントがこの日、名古屋市・ナゴヤドームにて開催され、松井珠理奈（SKE48）が初の1位となった。
- 21日
  - AKB48の新たな姉妹グループとして、 ベトナム・ホーチミンを拠点とする「SGO48」を誕生させることがこの日発表された[36]。
  - 小林うてな、Kult Cutzらを中心に新音楽レーベル「BINDIVIDUAL」がこの日発足[37]。
- 23日 - Hey! Say! JUMPのメンバー岡本圭人が活動休止することが明らかとなった。9月から約2年間、 アメリカ合衆国の演劇学校に留学するため[38]。

### 7月
- 7日
  - SKE48の松井珠理奈が、体調不良のため当面の間活動を休止し療養に専念へ。この日、SKE48の公式ホームページにて発表された[39][40][41]。
  - 去年解散したplentyのボーカル江沼郁弥がソロでの活動を始動し9月8日にLIQUIDROOMにてワンマンライブを開催することを自身のインスタグラム上で発表[42]。
- 11日 - アイドルグループ・STU48は平成30年7月豪雨による被害に憂慮し、8月発売予定の2ndシングル発売の延期[43] および各地で開催予定だった個別握手会の中止を発表した[44] ほか、夏に目指していた船上劇場のオープンを見送ることをそれぞれ公式サイトにて発表した[45][46]。
- 30日
  - アイドルグループ・NMB48がこの日、夏の全国ツアーを東京・中野サンプラザで開幕。同日の公演にて、メンバーの山本彩がグループ卒業を発表した。卒業時期は未定[47]。
  - AKB48グループの運営会社・AKSがこの日、 台湾の台北を活動拠点とするTPE48を運営する現地法人との合弁および、ライセンス契約の解消を発表。今後は新たに設立する予定の新会社にて「AKB48 Team TP」を運営していくことを明らかにした[48]。

### 8月
- 7日 - サザンオールスターズのアルバム『海のOh, Yeah!!』が週間1位を獲得したことにより、日本国内のグループがキャリア40年以上（40年2か月）での首位獲得が初となり、自身がもつ36年10か月を大きく更新した[49]。
- 14日 - サザンオールスターズの『海のOh, Yeah!!』が2週連続首位獲得し、2018年に入ってから複数週を首位獲得するのは初となった[50]。

### 9月
- 13日 - ジャニーズ事務所所属のアイドルユニット「タッキー&翼」が9月10日付を以て解散していたことを発表。滝沢秀明は年内で芸能活動から引退し舞台などのプロデュースに専念することと今井翼が持病であるメニエール病の治療に専念するために近くジャニーズ事務所を退社することも併せて発表[51][52]。
- 15日 - 安室奈美恵が芸能活動から引退[53] する前日のこの日、沖縄コンベンションセンター展示棟にてライブイベント「WE ♥ NAMIE HANABI SHOW 前夜祭 〜I  WE ♥ OKINAWA／I  WE ♥ MUSIC〜 supported by セブン-イレブン」を開催。BEGIN、MONGOL800、平井堅らが出演した[54]。
- 16日 - 安室奈美恵が約25年に亘る芸能活動から引退[53]。同日、宜野湾トロピカルビーチにて引退イベントとなる「WE ♥ NAMIE HANABI SHOW supported by セブン-イレブン」を開催[54]。
- 17日 - マキシマム ザ ホルモンはダイスケはんがヘルニア手術を受けるためこの日泉大津フェニックスで行われた「OSAKA HAZIKETEMAZARE FESTIVAL 2018」の出演を持って当面の間ライブ活動を休止[55]。
- 20日
  - 作曲家・音楽プロデューサーの植松伸夫が、自身のブログにて、2018年末を目処に活動停止する意向であることを発表[56]。
  - アイドルグループ乃木坂46のメンバー西野七瀬が、年内でグループから卒業することを公式ブログで発表した[57]。
- 21日 - ぼくのりりっくのぼうよみがNEWS ZEROのインタビュー映像の中で2019年1月をもってアーティスト活動を終了。また12月12日に最後のオリジナルアルバムとベストアルバムを同時リリースすることもあわせて発表[58]。

### 10月
- 1日 - アイドルグループ乃木坂46のメンバー若月佑美が、自身の公式ブログで2018年11月30日をもってグループから卒業することを発表[59]。
- 5日 - アイドルグループ乃木坂46のメンバー能條愛未が、2018年12月15日もってグループから卒業することを発表[60][61]。
- 17日 - 全国コンサートツアーを行っていた沢田研二がこの日さいたまスーパーアリーナで開催予定だった公演を直前になって突如中止[62]。公演中止について、翌18日に沢田の公式サイトにて謝罪を掲載したほか[63]、中止とした理由は入場者数の少なさだったことを、沢田本人が明らかにしている[64]。
- 23日 - Mr.Childrenのアルバム『重力と呼吸』が2018年に入ってからは初となるオリコンで3週連続首位獲得を記録した[65]。
- 30日 - ヒップホップグループのRIP SLYMEが活動休止[66]。

### 11月
- 5日 - ASKAが本格的に音楽活動を再開。東京国際フォーラム ホールAでコンサートツアーの初日公演を開催し、約5年7ヶ月ぶりにステージに復帰した[67]。
- 9日 - テレビ朝日系列の音楽番組『ミュージックステーション』でこの日出演する予定だった韓国のヒップホップグループ、BTS（防弾少年団）が出演中止となった。理由は、同グループのメンバーが以前原爆投下の様子をプリントしたTシャツを着用し波紋を呼んでいるとの報道があったため、着用の意図を尋ねるなどでレコード会社と協議したが、「総合的な判断」として出演が見送られる恰好となった（出演中止については、前日に同番組サイトで発表された）。また同グループも前日に公式サイトで「楽しみにしていただいたファンの皆様には残念な結果となり、お詫び申し上げます。BTSは今後も、よりいい音楽とステージでファンの皆様とお会いできるよう努めて参ります」とコメントした[68][69]。
- 13日 - 今年4月20日からボーカルの渡辺諒の療養により休止していたアンテナが活動再開。また翌日に配信されるデジタルシングルや来年にリリースするミニアルバム、復活ライブがあわせて発表された[70]。
- 23日 - 竹内まりやのデビュー40周年を記念して、竹内の過去のライブを映画化した『souvenir the movie 〜Mariya Takeuchi Theater Live〜』がこの日から全国公開[71]。
- 25日 - 演歌歌手の福田こうへいが23日に福島県白河市でのコンサート終了後、吐血などの体調不良により緊急手術を受けたことが分かった。なお、この日は『NHKのど自慢』（同県古殿町から公開生放送）に予定通り出演し、その後岩手県盛岡市に移動し入院、手術を受ける予定で、コンサートの日程などは回復具合で決定するという[72]。

### 12月
- 8日 - 『第51回日本作詩大賞』がテレビ東京本社スタジオにて開催（BSテレビ東京にて18:30 - 20:54に放送）され、作詞家の万城たかしが福田こうへいに作詩提供した「天竜流し」で初の大賞を受賞した。またBSテレビ東京特別賞に演歌歌手の北島三郎が選出された[73]。
- 28日 - ねごとが2019年5月より行われる全国ワンマンツアー「お口ぽかーん!LAST TOUR 〜寝ても覚めてもねごとじゃナイト〜｣を開催し、7月20日にZepp DiverCityで行われるツアーファイナル公演により解散することを発表[74]。
- 30日 - 『第60回日本レコード大賞』が新国立劇場・中劇場にて開催（TBSテレビ系にて17:30 - 23:00に放送）され、乃木坂46が「シンクロニシティ」で2年連続2度目の大賞を受賞した[75]。また最優秀新人賞には演歌歌手の辰巳ゆうとが「下町純情」で受賞した[76]。

## シングル

### IFPI グローバル・デジタル・シングル
※デジタル・ダウンロード、ストリーミング数を総合し換算。

1. カミラ・カベロ feat. ヤング・サグ「Havana」
2. ドレイク「God’s Plan」
3. エド・シーラン「Shape Of You」
4. エド・シーラン「Perfect」
5. マルーン5 feat. カーディ・B「Girls Like You」
6. ルイス・フォンシ feat. ダディー・ヤンキー「Despacito」
7. Tia Ray「Be Apart」
8. ザ・チェインスモーカーズ & コールドプレイ「Something Just Like This」
9. マシュメロ & アン・マリー「Friends」
10. ポスト・マローン feat. タイ・ダラー・サイン「Psycho」

### Billboard Hot 100 年間TOP10
※Billboard 集計期間: 2017年12月2日 - 2018年11月17日

1. ドレイク「God's Plan」
2. エド・シーラン「Perfect」
3. ビービー・レクサ featuring Florida Georgia Line「Meant to Be」
4. カミラ・カベロ featuring ヤング・サグ「Havana」
5. ポスト・マローン featuring 21サヴェージ「Rockstar」
6. ポスト・マローン featuring Ty Dolla Sign「Psycho」
7. カーディ・B, バッド・バニー & J・バルヴィン「I Like It」
8. ゼッド, マレン・モリス & Grey「The Middle」
9. ドレイク「In My Feelings」
10. マルーン5 featuring カーディ・B「Girls Like You」

## アルバム

### IFPI グローバル・アルバム
※フィジカル、デジタル・ダウンロードの売上データのみを集計

1. Various Artists「The Greatest Showman (OST)」
2. BTS「LOVE YOURSELF 結 'Answer'」
3. BTS「LOVE YOURSELF 轉 'Tear'」
4. レディー・ガガ「A Star is Born OST」
5. ジョニー・アリディ「Mon Pays C’est L’amour」
6. エド・シーラン「÷」
7. クイーン「ボヘミアン・ラプソディ」
8. P!NK「Beautiful Trauma」
9. エミネム「Kamikaze」
10. Various Artists「Mamma Mia! Here We Go Again (OST)」

## 日本のシングル
- Billboard JAPAN Hot 100は米津玄師「Lemon」が年間1位を獲得した[80]。
- 「Lemon」はダウンロードで178万を超える数字となったほか、2億回を超える動画再生も牽引する形でHot 100の年間1位となった[80]。
- ストリーミングチャートではDAOKO×米津玄師「打上花火」やDA PUMP「U.S.A.」が上位となった[80]。
- CDはAKB48が9年連続で年間1位となっている。

### Billboard Japan Hot 100 年間TOP25
※Billboard JAPAN 集計期間: 2017年11月26日 - 2018年11月25日

- 1位 米津玄師「Lemon」
- 2位 DA PUMP「U.S.A.」
- 3位 欅坂46「ガラスを割れ!」
- 4位 DAOKO×米津玄師「打上花火」
- 5位 星野源「ドラえもん」
- 6位 乃木坂46「シンクロニシティ」
- 7位 乃木坂46「ジコチューで行こう!」
- 8位 TWICE「Candy Pop」
- 9位 菅田将暉「さよならエレジー」
- 10位 AKB48「Teacher Teacher」
- 11位 欅坂46「アンビバレント」
- 12位 King & Prince「シンデレラガール」
- 13位 BTS (防弾少年団)「FAKE LOVE」
- 14位 エド・シーラン「シェイプ・オブ・ユー」
- 15位 back number「瞬き」
- 16位 米津玄師「LOSER」
- 17位 星野源「アイデア」
- 18位 TWICE「Wake Me Up」
- 19位 TWICE「TT」
- 20位 米津玄師「Flamingo」
- 21位 乃木坂46「帰り道は遠回りしたくなる」
- 22位 嵐「夏疾風」
- 23位 荻野目洋子「ダンシング・ヒーロー」
- 24位 BTS (防弾少年団)「DNA」
- 25位 ONE OK ROCK「Change」

### CD年間TOP10
※提供：オリコン（2017年12月11日 - 2018年12月9日集計）
- 1位 AKB48「Teacher Teacher」
- 2位 AKB48「センチメンタルトレイン」
- 3位 乃木坂46「シンクロニシティ」
- 4位 乃木坂46「ジコチューで行こう!」
- 5位 AKB48「NO WAY MAN」
- 6位 AKB48「ジャーバージャ」
- 7位 乃木坂46「帰り道は遠回りしたくなる」
- 8位 欅坂46「ガラスを割れ!」
- 9位 欅坂46「アンビバレント」
- 10位 King & Prince「シンデレラガール」

### ダウンロード（単曲）年間TOP10
※提供：Billboard JAPAN （2017年11月26日 - 2018年11月25日集計）
- 1位 米津玄師「Lemon」
- 2位 DA PUMP「U.S.A.」
- 3位 back number「瞬き」
- 4位 星野源「アイデア」
- 5位 米津玄師「LOSER」
- 6位 宇多田ヒカル「あなた」
- 7位 星野源「ドラえもん」
- 8位 DAOKO×米津玄師「打上花火」
- 9位 MISIA「アイノカタチ feat. HIDE (GReeeeN)」
- 10位 Mr.Children「here comes my love」

### ストリーミング年間TOP10
※提供：Billboard JAPAN （2017年11月26日 - 2018年11月25日集計）
- 1位 DAOKO × 米津玄師「打上花火」
- 2位 DA PUMP「U.S.A.」
- 3位 エド・シーラン「シェイプ・オブ・ユー」
- 4位 菅田将暉「さよならエレジー」
- 5位 Mr.Children「HANABI」
- 6位 TWICE「TT」
- 7位 ONE OK ROCK「Wherever you are」
- 8位 ONE OK ROCK「Change」
- 9位 安室奈美恵「Hero」
- 10位 清水翔太「My boo」

### インディーズシングル年間10
- 1位 ジェジュン「Defiance」
- 2位 ジェジュン「Sign/Your Love」
- 3位 刀剣男士 formation of つはもの「BE IN SIGHT」
- 4位 超特急「a kind of love」
- 5位 刀剣男士 team幕末 with巴形薙刀「決戦の鬨」
- 6位 SUPER★DRAGON「SWEET DEVIL」
- 7位 M!LK「Over The Storm」
- 8位 SUPER★DRAGON「Monster!」
- 9位 キム・ヒョンジュン「Take my hand」
- 10位 M!LK「ボクらなりレボリューション」

### 演歌・歌謡年間10
- 1位 氷川きよし「勝負の花道」
- 2位 山内惠介「さらせ冬の嵐」
- 3位 純烈「プロポーズ」
- 4位 水森かおり「水に咲く花・支笏湖へ」
- 5位 市川由紀乃「うたかたの女」
- 6位 福田こうへい「天竜流し」
- 7位 竹島宏「恋町カウンター」
- 8位 三山ひろし「いごっそ魂」
- 9位 杜このみ「くちなし雨情/函館夜景」
- 10位 丘みどり「鳰の湖/伊那のふる里」

### ゴールドディスク認定
| 作品名                                                                          | 認定       |
| ミリオン                                                                        | ミリオン   |
| ------------------------------------------------------------------------------- | ---------- |
| 欅坂46「アンビバレント」                                                        | 2018年8月  |
| 乃木坂46「ジコチューで行こう!」                                                 |            |
| AKB48「センチメンタルトレイン」                                                 | 2018年9月  |
| 乃木坂46「帰り道は遠回りしたくなる」                                            | 2018年11月 |
| AKB48「NO WAY MAN」                                                             | 2018年12月 |
| King & Prince「シンデレラガール」                                               | 2023年5月  |
| ダブル・プラチナ                                                                |            |
| King & Prince「Memorial」                                                       | 2018年10月 |
| BTS「FAKE LOVE/Airplane pt.2」                                                  | 2018年11月 |
| 米津玄師「Lemon」                                                               | 2018年12月 |
| プラチナ                                                                        |            |
| 関ジャニ∞「ここに」                                                             | 2018年9月  |
| NEWS「「生きろ」」                                                              | 2018年9月  |
| 嵐「君のうた」                                                                  | 2018年10月 |
| NMB48「僕だって泣いちゃうよ」                                                   | 2018年10月 |
| 米津玄師「Flamingo/TEENAGE RIOT」                                               | 2018年10月 |
| SKE48「Stand by you」                                                           | 2018年12月 |
| ハロプロ・オールスターズ「YEAH YEAH YEAH/憧れのStress-free/花、闌の時」         | 2019年3月  |
| Hey! Say! JUMP「COSMIC☆HUMAN」                                                  | 2019年8月  |
| ゴールド                                                                        |            |
| Aqours「Thank you, FRIENDS!!」                                                  | 2018年8月  |
| QUARTET NIGHT「FLY TO THE FUTURE」                                              | 2018年8月  |
| ジャニーズWEST「スタートダッシュ!」                                             | 2018年8月  |
| SHINee「Sunny Side」                                                            | 2018年9月  |
| 純烈「プロポーズ」                                                              | 2018年9月  |
| DA PUMP「U.S.A.」                                                               | 2018年9月  |
| 氷川きよし「勝負の花道」                                                        | 2018年9月  |
| BOYS AND MEN「炎・天下奪取」                                                    | 2018年9月  |
| MONSTA X「LIVIN' IT UP」                                                        | 2018年9月  |
| =LOVE「Want you! Want you!」                                                    | 2018年10月 |
| NGT48「世界の人へ」                                                             | 2018年10月 |
| Kis-My-Ft2「君、僕。」                                                          | 2018年10月 |
| ジェジュン「Defiance」                                                          | 2018年10月 |
| モーニング娘。'18「フラリ銀座/自由な国だから」                                  | 2018年10月 |
| 山内惠介「さらせ冬の嵐」                                                        | 2018年10月 |
| 小田和正「この道を/会いに行く/坂道を上って/小さな風景」                         | 2018年11月 |
| BUMP OF CHICKEN「話がしたいよ/シリウス/Spica」                                  | 2018年11月 |
| 水森かおり「水に咲く花・支笏湖へ」                                              | 2018年11月 |
| THE IDOLM＠STER MILLION LIVE!「THE IDOLM＠STER MILLION THE＠TER GENERATION 12」 | 2018年12月 |
| KinKi Kids「会いたい、会いたい、会えない。」                                    | 2018年12月 |
| GENERATIONS from EXILE TRIBE「少年」                                            | 2018年12月 |
| Sexy Zone「カラクリだらけのテンダネス/すっぴんKISS」                            | 2018年12月 |
| 東方神起「Jealous」                                                             | 2018年12月 |
| FANTASTICS from EXILE TRIBE「OVER DRIVE」                                       | 2018年12月 |
| 祭nine.「がってんShake!」                                                       | 2018年12月 |
| M!LK「Over The Storm」                                                          | 2018年12月 |
| BATTLE BOYS「ebidence」                                                         | 2019年3月  |
| Foorin「パプリカ」                                                              | 2019年8月  |

### 配信ゴールド認定
| 作品名                                                          | 認定                              |
| 3ミリオン (3,000,000ダウンロード)                               | 3ミリオン (3,000,000ダウンロード) |
| --------------------------------------------------------------- | --------------------------------- |
| 米津玄師「Lemon」                                               | 2019年9月                         |
| トリプル・プラチナ (750,000ダウンロード)                        |                                   |
| あいみょん「マリーゴールド」                                    | 2020年5月                         |
| MISIA「アイノカタチ feat. HIDE (GReeeeN)」                      | 2021年8月                         |
| DA PUMP「U.S.A.」                                               | 2024年6月                         |
| ダブル・プラチナ (500,000ダウンロード)                          |                                   |
| 米津玄師「Flamingo」                                            | 2019年7月                         |
| 星野源「アイデア」                                              | 2019年7月                         |
| Foorin「パプリカ」                                              | 2019年11月                        |
| Uru「プロローグ」                                               | 2021年3月                         |
| 菅田将暉「さよならエレジー」                                    | 2021年3月                         |
| back number「オールドファッション」                             | 2023年9月                         |
| プラチナ (250,000ダウンロード)                                  |                                   |
| Mr.Children「here comes my love」                               | 2018年4月                         |
| 星野源「ドラえもん」                                            | 2018年7月                         |
| back number「大不正解」                                         | 2018年12月                        |
| 宇多田ヒカル「初恋」                                            | 2019年1月                         |
| あいみょん「今夜このまま」                                      | 2019年10月                        |
| LiSA「ADAMAS」                                                  | 2020年4月                         |
| Official髭男dism「ノーダウト」                                  | 2021年8月                         |
| Mrs. GREEN APPLE「青と夏」                                      | 2023年8月                         |
| Little Glee Monster「世界はあなたに笑いかけている」             | 2024年6月                         |
| ゴールド (100,000ダウンロード)                                  |                                   |
| PANDORA feat.Beverly「Be The One」                              | 2018年3月                         |
| SEKAI NO OWARI「サザンカ」                                      | 2018年3月                         |
| 安室奈美恵「Hope」                                              | 2018年4月                         |
| 欅坂46「ガラスを割れ!」                                         | 2018年4月                         |
| 藍井エイル「流星」                                              | 2018年6月                         |
| 福山雅治「零 -ZERO-」                                           | 2018年6月                         |
| 宇多田ヒカル「Play A Love Song」                                | 2018年7月                         |
| 家入レオ「もし君を許せたら」                                    | 2018年9月                         |
| 上坂すみれ「POP TEAM EPIC」                                     | 2018年9月                         |
| BUMP OF CHICKEN「望遠のマーチ」                                 | 2018年10月                        |
| WANIMA「シグナル」                                              | 2018年10月                        |
| 乃木坂46「シンクロニシティ」                                    | 2018年11月                        |
| sumika「フィクション」                                          | 2018年12月                        |
| OxT「UNION」                                                    | 2019年1月                         |
| 西野カナ「Bedtime Story」                                       | 2019年1月                         |
| 平井堅「half of me」                                            | 2019年1月                         |
| 欅坂46「アンビバレント」                                        | 2019年2月                         |
| 椎名林檎と宮本浩次「獣ゆく細道」                                | 2019年2月                         |
| Division All Stars「ヒプノシスマイク -Division Battle Anthem-」 | 2019年2月                         |
| 坂本真綾「逆光」                                                | 2019年3月                         |
| 乃木坂46「帰り道は遠回りしたくなる」                            | 2019年3月                         |
| WANIMA「Drive」                                                 | 2019年4月                         |
| Shuta Sueyoshi feat. ISSA「Over "Quartzer"」                    | 2019年6月                         |
| sumika「ファンファーレ」                                        | 2019年9月                         |
| Nissy「トリコ」                                                 | 2019年9月                         |
| 米津玄師「TEENAGE RIOT」                                        | 2020年1月                         |
| 三浦大知「Blizzard」                                            | 2020年2月                         |
| RADWIMPS「そっけない」                                          | 2020年4月                         |
| King Gnu「Prayer X」                                            | 2020年6月                         |
| Official髭男dism「Stand By You」                                | 2020年8月                         |
| 菅田将暉「ロングホープ・フィリア」                              | 2020年8月                         |
| JUJU「東京」                                                    | 2022年2月                         |
| Mrs. GREEN APPLE「点描の唄（feat. 井上苑子）」                  | 2022年8月                         |
| RADWIMPS「正解 (18FES ver.)」                                   | 2024年4月                         |
| サンボマスター「輝きだして走ってく」                            | 2025年4月                         |

### ストリーミング認定
| 作品名                                                           | 認定                                     |
| ダイヤモンド (500,000,000ストリーミング)                         | ダイヤモンド (500,000,000ストリーミング) |
| ---------------------------------------------------------------- | ---------------------------------------- |
| あいみょん「マリーゴールド」                                     | 2023年12月                               |
| Mrs. GREEN APPLE「青と夏」                                       | 2024年7月                                |
| Mrs. GREEN APPLE「点描の唄（feat. 井上苑子）」                   | 2024年10月                               |
| トリプル・プラチナ (300,000,000ストリーミング)                   |                                          |
| DISH//「猫」                                                     | 2023年2月                                |
| 川崎鷹也「魔法の絨毯」                                           | 2023年7月                                |
| Official髭男dism「ノーダウト」                                   | 2023年9月                                |
| Novelbright「Walking with you」                                  | 2024年4月                                |
| Mrs. GREEN APPLE「僕のこと」                                     | 2024年7月                                |
| 米津玄師「Lemon」                                                | 2024年8月                                |
| ダブル・プラチナ (200,000,000ストリーミング)                     |                                          |
| あいみょん「今夜このまま」                                       | 2023年4月                                |
| 菅田将暉「さよならエレジー」                                     | 2023年7月                                |
| ヨルシカ「ただ君に晴れ」                                         | 2023年7月                                |
| MISIA「アイノカタチ feat．HIDE（GReeeeN）」                      | 2024年7月                                |
| Official髭男dism「Stand By You」                                 | 2025年3月                                |
| プラチナ (100,000,000ストリーミング)                             |                                          |
| Mr.Children「HANABI」                                            | 2020年7月                                |
| Foorin「パプリカ」                                               | 2021年6月                                |
| wacci「別の人の彼女になったよ」                                  | 2021年12月                               |
| ずっと真夜中でいいのに。「秒針を噛む」                           | 2022年4月                                |
| BTS「FAKE LOVE」                                                 | 2022年4月                                |
| TWICE「YES or YES」                                              | 2022年7月                                |
| TWICE「What is Love?」                                           | 2022年11月                               |
| BTS「IDOL」                                                      | 2022年12月                               |
| アン・マリー「2002」                                             | 2023年2月                                |
| RADWIMPS「そっけない」                                           | 2023年4月                                |
| クリープハイプ「栞」                                             | 2023年8月                                |
| Mrs. GREEN APPLE「春愁」                                         | 2023年9月                                |
| BTS「Euphoria」                                                  | 2024年1月                                |
| BLACKPINK「DDU-DU DDU-DU -KR Ver.-」                             | 2024年1月                                |
| King Gnu「Prayer X」                                             | 2024年2月                                |
| Nissy「トリコ」                                                  | 2024年3月                                |
| TWICE「Dance the Night Away」                                    | 2024年3月                                |
| WANIMA「シグナル」                                               | 2024年4月                                |
| 川崎鷹也「君の為のキミノウタ」                                   | 2024年6月                                |
| あいみょん「満月の夜なら」                                       | 2024年6月                                |
| マカロニえんぴつ「レモンパイ」                                   | 2024年7月                                |
| パニック!アット・ザ・ディスコ「ハイ・ホープス」                  | 2024年7月                                |
| 米津玄師「Flamingo」                                             | 2024年8月                                |
| BAD HOP「Kawasaki Drift」                                        | 2024年12月                               |
| SHAUN「Way Back Home」                                           | 2025年1月                                |
| sumika「フィクション」                                           | 2025年2月                                |
| Creepy Nuts「よふかしのうた」                                    | 2025年2月                                |
| グナッシュ「イマジン・イフ」                                     | 2025年4月                                |
| back number「大不正解」                                          | 2025年5月                                |
| ゴールド (50,000,000ストリーミング)                              |                                          |
| DA PUMP「U.S.A.」                                                | 2020年4月                                |
| 椎名林檎「丸の内サディスティック」                               | 2020年9月                                |
| back number「花束」                                              | 2020年10月                               |
| back number「ヒロイン」                                          | 2020年12月                               |
| 乃木坂46「シンクロニシティ」                                     | 2021年7月                                |
| 乃木坂46「帰り道は遠回りしたくなる」                             | 2021年8月                                |
| Official髭男dism「バッドフォーミー」                             | 2021年9月                                |
| BTS「Let Go」                                                    | 2021年11月                               |
| BTS「Anpanman」                                                  | 2022年1月                                |
| back number「オールドファッション」                              | 2022年2月                                |
| BTS「Answer : Love Myself」                                      | 2022年4月                                |
| ジョナス・ブルー「ライズ feat. ジャック&ジャック」               | 2022年4月                                |
| King Gnu「Slumberland」                                          | 2022年5月                                |
| ゼッド,マレン・モリス,Grey「ザ・ミドル」                         | 2022年5月                                |
| King Gnu「Flash!!!」                                             | 2022年6月                                |
| TWICE「Candy Pop」                                               | 2022年6月                                |
| TWICE「BDZ」                                                     | 2022年7月                                |
| BTS「Magic Shop」                                                | 2022年7月                                |
| SHAUN「Way Back Home feat. コナー・メイナード [Sam Feldt Edit]」 | 2022年11月                               |
| sumika「ファンファーレ」                                         | 2023年2月                                |
| BTS「I'm Fine」                                                  | 2023年2月                                |
| アリアナ・グランデ「thank u, next」                              | 2023年3月                                |
| SEKAI NO OWARI「サザンカ」                                       | 2023年4月                                |
| BTS「Don't Leave Me」                                            | 2023年4月                                |
| グリフィン, Elley Duhé「Tie Me Down」                            | 2023年6月                                |
| BLACKPINK「FOREVER YOUNG -KR Ver.-」                             | 2023年7月                                |
| Mrs. GREEN APPLE「Love me, Love you」                            | 2023年7月                                |
| ヨルシカ「ヒッチコック」                                         | 2023年7月                                |
| ヨルシカ「負け犬にアンコールはいらない」                         | 2023年7月                                |
| IZ*ONE「La Vie en Rose」                                         | 2023年8月                                |
| Official髭男dism「FIRE GROUND」                                  | 2023年9月                                |
| ヨルシカ「藍二乗」                                               | 2023年10月                               |
| Little Glee Monster「世界はあなたに笑いかけている」              | 2023年10月                               |
| 宇多田ヒカル「初恋」                                             | 2024年1月                                |
| SIRUP「LOOP」                                                    | 2024年1月                                |
| 星野源「Pop Virus」                                              | 2024年2月                                |
| GLAY「HOWEVER (Anthology Remix)」                                | 2024年2月                                |
| JENNIE「SOLO」                                                   | 2024年4月                                |
| ずっと真夜中でいいのに「脳裏上のクラッカー」                     | 2024年7月                                |
| マシュメロ, バスティル「ハピアー」                               | 2024年7月                                |
| aiko「ストロー」                                                 | 2024年8月                                |
| CREAM「PLAYBOY」                                                 | 2024年10月                               |
| 西野カナ「アイラブユー」                                         | 2024年10月                               |
| ズーカラデル「夢の恋人」                                         | 2024年11月                               |
| TWICE「I WANT YOU BACK」                                         | 2024年12月                               |
| ちゃんみな「PAIN IS BEAUTY」                                     | 2025年1月                                |
| Mrs. GREEN APPLE「アウフヘーベン」                               | 2025年1月                                |
| 羊文学「1999」                                                   | 2025年2月                                |
| 欅坂46「アンビバレント」                                         | 2025年2月                                |
| 清水翔太「Good Life」                                            | 2025年2月                                |
| iKON「LOVE SCENARIO -KR Ver.-」                                  | 2025年3月                                |
| マシュメロ, アン・マリー「フレンズ」                             | 2025年5月                                |
| シルバー (30,000,000ストリーミング※旧基準)                       |                                          |
| 欅坂46「ガラスを割れ!」                                          | 2020年11月                               |
| 椎名林檎「長く短い祭」                                           | 2021年6月                                |
| 星野源「ドラえもん」                                             | 2021年9月                                |
| 星野源「アイデア」                                               | 2021年10月                               |

## 日本のアルバム
- 安室奈美恵の『Finally』が2年連続で年間1位を獲得した。

### CD年間TOP25
※提供：オリコン（2017年12月11日 - 2018年12月9日集計）
- 1位 安室奈美恵『Finally』
- 2位 AKB48『僕たちは、あの日の夜明けを知っている』
- 3位 サザンオールスターズ『海のOh, Yeah!!』
- 4位 Mr.Children『重力と呼吸』
- 5位 宇多田ヒカル『初恋』
- 6位 関ジャニ∞『GR8EST』
- 7位 BTS (防弾少年団)『FACE YOURSELF』
- 8位 TWICE『BDZ』
- 9位 Kis-My-Ft2『Yummy!!』
- 10位 Hey! Say! JUMP『SENSE or LOVE』
- 11位 WANIMA『Everybody!!』
- 12位 三代目 J Soul Brothers from EXILE TRIBE『FUTURE』
- 13位 米津玄師『BOOTLEG』
- 14位 BTS (防弾少年団)『LOVE YOURSELF 結 'Answer'』
- 15位 サウンド・トラック『グレイテスト・ショーマン』
- 16位 松任谷由実『ユーミンからの、恋のうた。』
- 17位 DJ和 『ラブとポップ 〜好きだった人を思い出す歌がある〜 mixed by DJ和』
- 18位 BTS (防弾少年団)『LOVE YOURSELF 轉 'Tear'』
- 19位 GENERATIONS from EXILE TRIBE 『BEST GENERATION』
- 20位 けやき坂46『走り出す瞬間』
- 21位 EXILE 『STAR OF WISH』
- 22位 HKT48 『092』
- 23位 コブクロ 『ALL TIME BEST 1998-2018』
- 24位 Sexy Zone 『XYZ=repainting』
- 25位 東方神起 『TOMORROW』

### ダウンロード年間TOP25
※提供：オリコン（2017年12月11日 - 2018年12月9日集計）
- 1位 サウンド・トラック『グレイテスト・ショーマン』
- 2位 米津玄師『BOOTLEG』
- 3位 宇多田ヒカル『初恋』
- 4位 WANIMA『Everybody!!』
- 5位 back number『アンコール』
- 6位 globe『15YEARS -BEST HIT SELECTION-』
- 7位 サザンオールスターズ『海のOh, Yeah!!』
- 8位 クイーン『ボヘミアン・ラプソディ (オリジナル・サウンドトラック)』
- 9位 サカナクション『魚図鑑』
- 10位 Mr.Children『Mr.Children 1992-2002 Thanksgiving 25』
- 11位 米津玄師 『YANKEE』
- 12位 サザンオールスターズ 『海のYeah!!』
- 13位 クイーン 『ジュエルズ』
- 14位 Mr.Children 『Mr.Children 2003-2015 Thanksgiving 25』
- 15位 EGOIST 『GREATEST HITS 2011-2017 "ALTER EGO"』
- 16位 浜崎あゆみ 『A COMPLETE 〜ALL SINGLES〜』
- 17位 ブルーノ・マーズ 『24K・マジック』
- 18位 Roselia 『Anfang』
- 19位 Fling Posse VS 麻天狼 『Fling Posse VS 麻天狼』
- 20位 椎名林檎 『アダムとイヴの林檎』
- 21位 MAN WITH A MISSION 『Chasing the Horizon』
- 22位 エド・シーラン 『÷』
- 23位 松任谷由実 『日本の恋と、ユーミンと。』
- 24位 あいみょん 『青春のエキサイトメント』
- 25位 BTS (防弾少年団)『LOVE YOURSELF 結 'Answer'』

### インディーズアルバム年間10
- 1位 SEVENTEEN「WE MAKE YOU」
- 2位 ゴールデンボンバー「キラーチューンしかねえよ」
- 3位 超特急「GOLDEN EPOCH」
- 4位 PENTAGON「Shine」
- 5位 Ken Yokoyama「Songs Of The Living Dead」
- 6位 SUPER BEAVER「歓声前夜」
- 7位 Ken Yokoyama/NAMBA69「Ken Yokoyama VS NAMBA69」
- 8位 米津玄師「diorama」
- 9位 ヨルシカ「負け犬にアンコールはいらない」
- 10位 PENTAGON「VIOLET」

### ゴールドディスク認定
| 作品名                                                                      | 認定             |
| ダブル・プラチナ                                                            | ダブル・プラチナ |
| --------------------------------------------------------------------------- | ---------------- |
| BTS (防弾少年団)「FACE YOURSELF」                                           | 2018年12月       |
| 星野源「POP VIRUS」                                                         | 2018年12月       |
| プラチナ                                                                    |                  |
| コブクロ「ALL TIME BEST 1998-2018」                                         | 2018年12月       |
| サウンドトラック「グレイテスト・ショーマン (オリジナル・サウンドトラック)」 | 2018年12月       |
| クイーン「ボヘミアン・ラプソディ (オリジナル・サウンドトラック)」           | 2018年12月       |
| ゴールド                                                                    |                  |
| ジャニーズWEST「WESTV!」                                                    | 2018年12月       |
| DA PUMP「THANX!!!!!!! Neo Best of DA PUMP」                                 | 2018年12月       |
| RADWIMPS「ANTI ANTI GENERATION」                                            | 2018年12月       |
| 浦島坂田船「V-enus」                                                        | 2020年8月        |

## 日本のDVD・Blu-ray
年間TOP30　調査期間：2017年12月25日-2018年12月17日
- 1位 安室奈美恵「Namie amuro Final Tour 2018 〜Finally〜」
- 2位 嵐「ARASHI LIVE TOUR 2017-2018 「untitled」」
- 3位 Hey! Say! JUMP「Hey! Say! JUMP I/Oth Anniversary Tour 2017-2018」
- 4位 三代目 J Soul Brothers from EXILE TRIBE「三代目J Soul Brothers LIVE TOUR 2016-2017 "METROPOLIZ"」
- 5位 関ジャニ∞「関ジャニ'sエイターテインメント ジャム」
- 6位 Kis-My-Ft2「LIVE TOUR 2017 MUSIC COLOSSEUM」
- 7位 三代目 J Soul Brothers from EXILE TRIBE「三代目J Soul Brothers LIVE TOUR 2017 "UNKNOWN METROPOLIZ"」
- 8位 Mr.Children「Mr.Children DOME & STADIUM TOUR 2017 Thanksgiving 25」
- 9位 Kis-My-Ft2「LIVE TOUR 2018 Yummy!! you&me」
- 10位 NEWS「NEWS LIVE TOUR 2017 NEVERLAND」
- 11位 星野源「Live Tour “Continues”」
- 12位 ONE OK ROCK「ONE OK ROCK 2016 SPECIAL LIVE IN NAGISAEN」
- 13位 欅坂46「欅共和国2017」
- 14位 KinKi Kids「KinKi Kids CONCERT 20.2.21 -Everything happens for a reason-」
- 15位 B'z「B'z LIVE-GYM 2017-2018 “LIVE DINOSAUR”」
- 16位 GENERATIONS from EXILE TRIBE「GENERATIONS LIVE TOUR 2017 MAD CYCLONE」
- 17位 AAA「AAA DOME TOUR 2017 -WAY OF GLORY-」
- 18位 ONE OK ROCK「ONE OK ROCK 2017 “Ambitions” JAPAN TOUR」
- 19位 V6「LIVE TOUR 2017 The ONES」
- 20位 乃木坂46「真夏の全国ツアー2017 FINAL! IN TOKYO DOME」
- 21位 東方神起「東方神起 LIVE TOUR 2017 〜Begin Again〜」
- 22位 Mr.Children「Mr.Children、ヒカリノアトリエで虹の絵を描く」
- 23位 桑田佳祐「MVP」
- 24位 ジャニーズWEST「ジャニーズWEST LIVE TOUR 2018 WESTival」
- 25位 乃木坂46「5th YEAR BIRTHDAY LIVE 2017.2.20-22 SAITAMA SUPER ARENA コンプリートBOX」
- 26位 BTS(防弾少年団)「2017 BTS LIVE TRILOGY EPISODE III THE WINGS TOUR IN JAPAN 〜SPECIAL EDITION〜 at KYOCERA DOME」
- 27位 BTS(防弾少年団)「2017 BTS LIVE TRILOGY EPISODE III THE WINGS TOUR 〜JAPAN EDITION〜」
- 28位 KinKi Kids「MTV Unplugged: KinKi Kids」
- 29位 E-girls「E-girls LIVE 2017 〜E.G. EVOLUTION〜」
- 30位 BUMP OF CHICKEN「BUMP OF CHICKEN TOUR 2017-2018 PATHFINDER SAITAMA SUPER ARENA」

Category:2018年のライブ・ビデオを参照

### ゴールドディスク認定
| 作品名                                                                                               | 認定       |
| プラチナ                                                                                             | プラチナ   |
| --- | ---------- |
| King & Prince「King & Prince First Concert Tour 2018」                                               | 2018年12月 |
| ゴールド                                                                                             |            |
| Nissy (西島隆弘)「Nissy Entertainment 2nd LIVE -FINAL- in TOKYO DOME」                               | 2018年12月 |
| BTS「2017 BTS LIVE TRILOGY EPISODE III THE WINGS TOUR IN JAPAN 〜SPECIAL EDITION〜 at KYOCERA DOME」 | 2020年6月  |
| Various Artists「Summer Paradise 2017」                                                              | 2021年11月 |

## カラオケ年間50
調査期間：2017年12月25日-2018年12月17日
- 1位 米津玄師「Lemon」
- 2位 中島みゆき「糸」
- 3位 高橋洋子「残酷な天使のテーゼ」
- 4位 MONGOL800「小さな恋のうた」
- 5位 スキマスイッチ「奏 (かなで)」
- 6位 秦基博「ひまわりの約束」
- 7位 荻野目洋子「ダンシング・ヒーロー (Eat You Up)」
- 8位 一青窈「ハナミズキ」
- 9位 星野源「恋」
- 10位 菅田将暉「さよならエレジー」
- 11位 米津玄師「アイネクライネ」
- 12位 米津玄師「ピースサイン」
- 13位 クリス・ハート「I LOVE YOU」
- 14位 米津玄師「灰色と青（＋菅田将暉）」
- 15位 バルーン「シャルル」
- 16位 ゆず「栄光の架橋」
- 17位 back number「高嶺の花子さん」
- 18位 レミオロメン「3月9日」
- 19位 DAOKO×米津玄師「打上花火」
- 20位 浦島太郎(桐谷健太)「海の声」
- 21位 AI「Story」
- 22位 Mr.Children「HANABI」
- 23位 HY「366日」
- 24位 GReeeeN「キセキ」
- 25位 Superfly「愛をこめて花束を」
- 26位 RADWIMPS「前前前世 (movie ver.)」
- 27位 back number「瞬き」
- 28位 スピッツ「チェリー」
- 29位 UNISON SQUARE GARDEN「シュガーソングとビターステップ」
- 30位 DA PUMP「U.S.A.」
- 31位 米津玄師「LOSER」
- 32位 尾崎豊「I LOVE YOU」
- 33位 石川さゆり「津軽海峡・冬景色」
- 34位 ONE OK ROCK「Wherever you are」
- 35位 AKB48「365日の紙飛行機」
- 36位 GReeeeN「愛唄」
- 37位 シャ乱Q「シングルベッド」
- 38位 石川さゆり「天城越え」
- 39位 中西保志「最後の雨」
- 40位 King & Prince「シンデレラガール」
- 41位 back number「クリスマスソング」
- 42位 レミオロメン「粉雪」
- 43位 supercell「君の知らない物語」
- 44位 星野源「ドラえもん」
- 45位 BEGIN「島人ぬ宝」
- 46位 WhiteFlame feat.初音ミク「千本桜」
- 47位 WANIMA「ともに」
- 48位 ポルノグラフィティ「サウダージ」
- 49位 BUMP OF CHICKEN「天体観測」
- 50位 大塚愛「さくらんぼ」

## 各チャート
- オリコン
  - Template:オリコン週間シングルチャート第1位 2018年
  - Template:オリコン週間アルバムチャート第1位 2018年
  - Template:オリコン週間デジタルシングルチャート第1位 2018年
  - Template:オリコン週間デジタルアルバムチャート第1位 2018年
  - Template:オリコン週間アニメシングルチャート第1位 2018年
  - Template:オリコン週間アニメアルバムチャート第1位 2018年
  - Template:オリコン週間アニメデジタルシングルチャート第1位 2018年
  - Template:オリコン週間演歌・歌謡シングルチャート第1位 2018年
  - Template:オリコン週間DVD・BDミュージックチャート第1位 2018年
  - Template:オリコン週間DVD音楽チャート第1位 2018年
- Billboard JAPAN
  - Template:Billboard JAPANシングル・セールス・チャート「Billboard JAPAN Top Singles」第1位 2018年
  - Template:Billboard JAPANアニメ楽曲・チャート「Hot Animation」第1位 2018年
  - Template:Billboard JAPANダウンロード・アルバム・チャート「Billboard Japan Download Albums」第1位 2018年
  - Template:Billboard JAPANダウンロード・ソング・チャート「Billboard Japan Download Songs」第1位 2018年
  - Template:Billboard JAPANシングル・チャート「Billboard JAPAN Hot 100」第1位 2018年
  - Template:Billboard JAPANアルバム・セールス・チャート「Billboard JAPAN Top Albums」第1位 2018年
  - Template:Billboard JAPANアルバム・チャート「Billboard JAPAN Hot Albums」第1位 2018年
  - Template:Billboard JAPANストリーミング・チャート「Billboard Japan Streaming Songs」第1位 2018年
- その他
  - Template:ITunes Weekly RANKING第1位 2018年
  - Template:CDTV ORIGINAL RANKING「THIS WEEK'S TOP100」第1位 2018年
  - Template:スペースシャワーTV - SUPER HITS PERFECT RANKING 50第1位 2018年

## イベント
- 2月13日 - PERFECT VALENTINE 2018（横浜アリーナ）[89]
- 9月15日 - WE ♥ NAMIE HANABI SHOW 前夜祭 〜I  WE ♥ OKINAWA／I  WE ♥ MUSIC〜 supported by セブン-イレブン（沖縄県宜野湾市・沖縄コンベンションセンター）[54]
- 9月16日 - WE ♥ NAMIE HANABI SHOW supported by セブン-イレブン（沖縄県宜野湾市・宜野湾トロピカルビーチ）[54]

### 毎年恒例イベント
| 開催日                                 | タイトル |
| -------------------------------------- | --- |
| 1月7日                                 | みそフェス2018 |
| 2月3日・4日                            | でらロックフェスティバル 2018 |
| 2月3日・4日                            | BAYCAMP 201802 |
| 2月11日                                | machioto2018 |
| 3月3日                                 | OTO TO TABI 2018 |
| 3月3日                                 | 見放題東京2018 |
| 3月10日・11日                          | TENJIN ONTAQ 2018 |
| 3月10日・11日                          | HIROSHIMA MUSIC STADIUM -ハルバン'18- |
| 3月17日                                | ビクターロック祭り2018（幕張メッセ） |
| 3月17日・18日                          | HAPPY JACK 2018 |
| 3月17日・18日                          | SANUKI ROCK COLOSSEUM 2018 〜BUSTA CUP 9th round〜 |
| 3月18日                                | ツタロックフェス 2018 〜TSUTAYA ROCK FESTIVAL 2018〜 |
| 3月24日・25日                          | IMAIKE GO NOW 2018 |
| 3月27日・28日・29日                    | ZIP!春フェス2018（TOKYO DOME CITY HALL） |
| 4月7日                                 | SYNCHRONICITY'18 |
| 4月7日・8日                            | YON FES 2018 |
| 4月15日                                | トアロード・アコースティック・フェスティバル 2018 |
| 4月21日                                | スッキリSUPER LIVE in武道館ッス 2018（千代田区・日本武道館） |
| 4月28日・29日                          | ARABAKI ROCK FEST.18（宮城県・エコキャンプみちのく） |
| 4月28日・29日                          | COMING KOBE 18 |
| 4月28日・29日                          | ニコニコ超会議18（幕張メッセ） |
| 5月3日・4日・5日                       | VIVA LA ROCK 2018（さいたまスーパーアリーナ） |
| 5月4日                                 | NIIGATA RAINBOW ROCK 2018 |
| 5月4日・5日・6日                       | JAPAN JAM 2018（千葉市蘇我スポーツ公園） |
| 5月11日・12日・13日                    | 森、道、市場 2018 |
| 5月12日・13日                          | CIRCLE'18 |
| 5月13日                                | CONNECT歌舞伎町MUSIC FESTIVAL2018 |
| 5月19日                                | RUSH BALL★R |
| 5月19日・20日                          | Don't Stop Music Fes. TOCHIGI 2018 |
| 5月19日・20日・26日・27日              | METROPOLITAN ROCK FESTIVAL 2018（大阪府堺市・海とのふれあい広場/19・20日、江東区・若洲公園/26・27日） |
| 5月20日                                | NOISEMAKER presents KITAKAZE ROCK FES. |
| 5月26日                                | Shimokitazawa SOUND CRUISING 2018 |
| 5月26日                                | hoshioto'18 |
| 6月2日・3日                            | 百万石音楽祭2018〜ミリオンロックフェスティバル〜 |
| 6月2日・3日                            | SAKAE SP-RING 2018 |
| 6月16日・17日                          | YATSUI FESTIVAL! 2018 |
| 6月16日・17日                          | SATANIC CARNIVAL'18 |
| 6月23日                                | FREEDOM NAGOYA2018 |
| 6月24日                                | ネコフェス2018 |
| 7月7日・8日                            | 京都大作戦2018 〜去年は雷雨でごめんな祭〜（平成30年7月豪雨により中止） |
| 7月7日                                 | 見放題2018 |
| 7月14日・15日                          | JOIN ALIVE 2018 |
| 7月15日                                | BAYCAMP KOBE 2018 |
| 7月21日・22日                          | NUMBER SHOT 2018 |
| 7月21日・22日                          | MURO FESTIVAL 2018 |
| 7月28日・8月4日・18日 19日・25日・26日 | a-nation'18（三重県桑名郡・ナガシマスパーランド芝生広場/7月28日 長崎県佐世保市・ハウステンボス内ロッテルダム広場/8月4日 大阪市東住吉区・長居陸上競技場（ヤンマースタジアム長居）/8月18・19日 東京都調布市・東京スタジアム（味の素スタジアム）/8月25日・26日） |
| 7月27日・28日・29日                    | FUJI ROCK FESTIVAL '18（新潟県湯沢町・苗場スキー場） |
| 7月28日                                | 風とロック芋煮会2018 ACO ONE GRAND-PRIX |
| 7月28日・29日                          | OGA NAMAHAGE ROCK FESTIVAL VOL.9 |
| 7月28日・29日                          | WILD BUNCH FEST.2018（山口きらら博記念公園） |
| 8月3日・4日・5日                       | TOKYO IDOL FESTIVAL 2018（東京都・お台場・青海周辺） |
| 8月4日・5日・11日・12日                | ROCK IN JAPAN FESTIVAL 2018（国営ひたち海浜公園） |
| 8月10日・11日                          | RISING SUN ROCK FESTIVAL 2018 in EZO |
| 8月18日                                | SUMMER BOMB 2018 |
| 8月18日・19日                          | SUMMER SONIC 2018（東京会場 ZOZOマリンスタジアム&幕張メッセ / 大阪会場 舞洲SONIC PARK） |
| 8月18日・19日                          | MONSTER baSH 2018（国営讃岐まんのう公園） |
| 8月19日                                | Sky Jamboree 2018 〜one pray in nagasaki〜 |
| 8月23日・24日                          | ロックロックこんにちは! Ver.22 〜Nin-Nin Carnival〜 |
| 8月24日・25日・26日                    | Animelo Summer Live 2018 "OK!" |
| 8月25日・26日                          | @JAM EXPO 2018（横浜アリーナ） |
| 8月25日・26日                          | TRIANGLE'18 |
| 8月25日・26日                          | 八食サマーフリーライブ 2018 |
| 8月25日・26日・9月1日                  | RUSH BALL 2018 20th ANNIVERSARY |
| 8月26日                                | 未確認フェスティバル2018（江東区新木場・STUDIO COAST） |
| 8月31日・9月1日・2日                   | SPACE SHOWER TV 30TH ANNIVERSARY SWEET LOVE SHOWER 2018 |
| 9月1日・2日                            | 秋田CARAVAN MUSIC FES 2018 |
| 9月8日                                 | OTODAMA'18〜音泉魂〜（平成30年台風第21号による会場損傷により中止） |
| 9月8日                                 | BAYCAMP 2018 |
| 9月8日・9日                            | 風とロック芋煮会2018 KAZETOROCK IMONY 学園 |
| 9月8日・9日                            | 宗像フェス 〜Fukutsu Koinoura〜 |
| 9月12日・15日・16日                    | SOUL CAMP 2018 at ISETAN |
| 9月15日・16日                          | 氣志團万博2018 〜房総爆音爆勝宣言〜 |
| 9月15日・16日                          | New Acoustic Camp 2018 〜わらう、うたう、たべる、ねっころがる。 |
| 9月15日・16日・17日                    | KOYABU SONIC 2018 |
| 9月15日・16日・17日                    | TOKYO CALLING 2018 |
| 9月22日・23日                          | 中津川 THE SOLAR BUDOKAN 2018 |
| 9月22日・23日                          | 山人音楽祭 2018 |
| 9月22日・23日                          | りんご音楽祭 2018 |
| 9月22日・23日・24日                    | イナズマロックフェス 2018 |
| 9月23日                                | Augusta Camp 2018（富士急ハイランド・コニファーフォレスト） |
| 9月23日                                | 騎馬武者ロックフェス 2018 |
| 9月23日                                | 京都音楽博覧会 2018 |
| 9月29日                                | 長田大行進曲 2018 |
| 9月29日・30日                          | PIA MUSIC COMPLEX 2018（江東区新木場・若洲公園） |
| 9月29日・30日                          | BOMBER-E 秋まつりスペシャルLIVE（名古屋市中区・久屋大通公園「メ〜テレ秋まつり2018」） |
| 10月6日・7日                           | 長岡米百俵フェス〜花火と食と音楽と〜2018 |
| 10月6日・7日                           | マグロック & フジソニック2018 |
| 10月6日・7日・8日                      | MINAMI WHEEL 2018 |
| 10月7日・8日                           | THE GREAT SATSUMANIAN HESTIVAL 2018 |
| 10月14日                               | HAWAIIAN6 presents ECHOES 2018 |
| 10月13日                               | 阿波国 THE SOLAR BUDOKAN 2018 |
| 10月26日・27日・28日                   | ボロフェスタ2018 |
| 11月10日                               | 愛はズボーン presents 「アメ村天国2018」 |
| 12月1日                                | 下北沢にて'18 |
| 12月21日・22日・23日・28日             | 年末調整GIG 2018 |
| 12月22日・23日                         | ポルノ超特急 2018-5th ANNIVERSARY- |
| 12月22日・23日・12月22日               | MERRY ROCK PARADE 2018 |
| 12月27日･28日                          | RADIO CRAZY 2018（大阪市住之江区･インテックス大阪） |
| 12月28日・29日・30日・31日             | O-Crest YEAR END PARTY 2018 Special 4DAYS! |
| 12月28日・29日・30日・31日             | COUNTDOWN JAPAN 18/19（千葉市美浜区･幕張メッセ国際展示場1~11ホール、イベントホール） |
| 30日・31日                             | LIVE DI:GA JUDGEMENT 2019 |
| 12月31日                               | 第69回NHK紅白歌合戦 |

### 日本武道館公演
- 1月1日 - DISH//
- 1月3日・4日 - 私立恵比寿中学
- 1月9日・10日 - 米津玄師
- 1月11日・13日・14日・16日・18日・20日・21日 - 水樹奈々
- 1月23日 - Kalafina
- 1月26日・27日・28日 - リスアニ!LIVE 2018
- 1月30日・31日・2月1日 - けやき坂46
- 2月3日 - 東山奈央
- 2月6日 - coldrain
- 2月7日 - 寺岡呼人 BIRTHDAY LIVE 50歳/50祭
- 2月9日 - BRAHMAN
- 2月11日 - Disney on CLASSIC Premium『リトル・マーメイド』イン・コンサート
- 2月14日・15日 - 三浦大知
- 2月17日 - JAM Project
- 2月23日・24日 - JUNHO
- 2月27日・28日 - アイカツ!ミュージックフェスタ in アイカツ武道館!
- 3月3日 - 中島みゆきリスペクトライブ2018 「歌縁」
- 3月4日 - オールナイトニッポン50周年記念 「あの素晴しい歌をもう一度コンサート」
- 3月5日・6日 - 福山雅治
- 3月8日・9日 - miwa
- 3月10日・日 - DEEN
- 3月11日 - 打首獄門同好会
- 3月13日 - 全国縦断 にっぽん演歌の夢祭り 2018 東京公演（二部制）
- 3月16日 - CHiCO with HoneyWorks
- 3月30日・31日 - My Hair is Bad
- 4月11日 - 末吉秀太
- 4月13日・14日 - エド・シーラン
- 4月18日 - SPYAIR
- 4月21日 - スッキリ SUPER LIVE in 武道館ッス 2018
- 4月22日 - 乃木坂46
- 4月25日 - チープ・トリック
- 4月26日 - フォール・アウト・ボーイ（ゲスト:MY FIRST STORY）
- 4月28日 - WINNER
- 4月30日 - SUPER BEAVER
- 5月2日・3日 - 小沢健二（ゲスト:満島ひかり）
- 5月8日・9日 - FTISLAND
- 5月11日 - クリープハイプ
- 5月12日・日 - GLIM SPANKY
- 5月20日 - Mayday
- 5月28日 - アンジュルム
- 5月29日 - LUNA SEA
- 6月1日 - 葉加瀬太郎, 古澤巌, 高嶋ちさ子
- 6月14日・15日 - LiSA
- 6月19日・20日 - モーニング娘。'18
- 6月29日・30日・7月1日 - sumika
- 7月4日 - チャットモンチー
- 7月6日 - 沢田研二
- 7月9日 - 鈴木愛理
- 7月11日・12日 - 長渕剛
- 7月13日 - ACIDMAN
- 7月20日 - Tokyo 7th シスターズ
- 7月27日 - レイターズ主催フェス～LATE ON SUMMER～
- 7月30日・31日 - 浦島坂田船
- 8月16日 - 藍井エイル
- 8月17日・18日 - 松田聖子
- 8月20日・21日 - JUNHO
- 8月23日 - 天月-あまつき-
- 8月28日・29日 - 小田和正
- 8月31日 - 908 FESTIVAL 2018
- 9月1日 - KICK THE CAN CREW
- 9月6日・7日 - 斉藤和義
- 9月10日・11日 - 清水翔太
- 9月12日 - ザ・キラーズ
- 9月13日 - リアム・ギャラガー
- 9月15日 - NGT48
- 9月18日・19日・20日・21日 - イル・ディーヴォ
- 9月24日 - まねきケチャ
- 9月28日 - FTISLAND
- 10月3日 - ROTTENGRAFFTY
- 10月5日 - ナオト・インティライミ
- 10月7日 - Nothing's Carved In Stone
- 10月9日・10日 - JUJU
- 10月13日・14日 - 奥田民生
- 10月17日・18日 - AKIKO WADA 50th ANNIVERSARY「WADA fes.」～断れなかった仲間達～
- 10月20日・21日 - ドリフェス!
- 10月24日 - デフ・レパード
- 10月26日・27日・28日 - Hot Stuff Promotion 40th Anniversary MASAKA
- 10月29日 - Juice=Juice
- 10月31日・11月1日 - マライア・キャリー
- 11月2日 - Nulbarich
- 11月6日・7日 - iKON
- 11月8日・9日 - SUPER JUNIOR-D&E
- 11月12日 - DOBERMAN INFINITY
- 11月13日 - BAD HOP
- 11月16日 - amazarashi 朗読演奏実験空間 新言語秩序
- 11月19日 - 2CELLOS
- 11月27日・28日 - ミュージカル『刀剣乱舞』（28日は二部制）
- 12月1日 - Act Against AIDS
- 12月4日 - 乃木坂46
- 12月7日・8日 - JUNHO
- 12月10日 - 欅坂46二期生/けやき坂46三期生
- 12月11日・12日・13日 - けやき坂46
- 12月15日・16日 - モーニング娘。'18
- 12月18日・19日 - GOT7
- 12月21日・25日 - UVERworld
- 12月22日 - 竹原ピストル
- 12月23日・24日 - THE ALFEE
- 12月26日 - 絢香
- 12月27日 - JACK IN THE BOX
- 12月28日 - THE YELLOW MONKEY
- 12月29日 - BUCK-TICK
- 12月30日 - 葉加瀬太郎
- 12月31日 - 藤井フミヤ

### 東京ドーム公演
- 1月1日 - Hey! Say! JUMP
- 1月7日・8日 - B'z
- 2月26日・27日 - SHINee
- 4月4日・5日 - ONE OK ROCK
- 4月20日・21日・22日 - KAT-TUN
- 4月25日・26日 - Nissy
- 5月2日・3日・5日・6日 - 安室奈美恵
- 5月22日・23日 - ももいろクローバーZ
- 5月26日・27日 - 福山雅治
- 6月2日・3日 - 安室奈美恵
- 6月15日・16日・17日 - Kis-My-Ft2
- 6月26日 - セリーヌ・ディオン
- 6月30日・7月1日 - 嵐
- 7月26日 - SHINee
- 8月2日・4日・5日 - GENERATIONS from EXILE TRIBE
- 8月11日・12日 - back number
- 9月1日・2日・3日 - AAA
- 9月6日・7日・8日・9日 - 関ジャニ∞
- 9月15日 - 矢沢永吉
- 10月20日・21日・23日 - EXILE
- 10月31日・11月1日 - ポール・マッカートニー
- 11月13日・14日 - BTS（防弾少年団）
- 11月17日・18日 - Aqours
- 11月20日・21日 - テイラー・スウィフト
- 11月26日 - ボン・ジョヴィ
- 11月30日・12月1日 - SUPER JUNIOR
- 12月3日・4日・11日・12日 - 東方神起
- 12月7日・8日・9日・23日・24日・25日 - 嵐
- 12月15日・16日 - Kis-My-Ft2
- 12月19日・20日 - L'Arc〜en〜Ciel
- 12月28日・29日・30日 - Hey! Say! JUMP

## スポーツ大会のテーマソング

### 平昌オリンピック
- NHK - SEKAI NO OWARI「サザンカ」
- 日本テレビ - 嵐「白が舞う」[98]
嵐は、夏冬含め6大会連続7大会目の起用。
- TBS - マライア・キャリー「HERO」[99]
- フジテレビ - GReeeeN「ハローカゲロウ」
- テレビ朝日 - 福山雅治「1461日」
2016年リオ五輪より引き続き起用。
- テレビ東京 - NOKKO「翼」[100]
- 文化放送 - The Floor「ファンファーレ」[101]
- ニッポン放送 - iKON「B-DAY」[89]
- コカ・コーラ年間イメージソング - Little Glee Monster「世界はあなたに笑いかけている」[102]
- 日本生命、平昌2018冬季オリンピック・パラリンピック日本代表JOC公式応援曲 - ゆず「うたエール」[103]
- J:COM - TSUKEMEN「WINNING RUN」「虹を見上げて」[104]

### FIFAワールドカップ・ロシア大会
- NHK - Suchmos「VOLT-AGE」[105][106]　※「2018 NHK サッカーテーマ」
- 日本テレビ - NEWS「BLUE」[107]
- TBS - EXILE「Awakening」[108]　※「2018 TBSサッカー中継テーマソング」
- フジテレビ - RADWIMPS「カタルシスト」[109]　※「2018フジテレビ系サッカーテーマ曲」
- テレビ朝日 - サラ・ブライトマン「クエスチョン・オブ・オナー」※「テレビ朝日系サッカー放送テーマソング」、hide with Spread Beaver「ROCKET DIVE」[110][111]

### ジャカルタ・アジア競技大会
- NHK - エレファントカシマシ「Wake Up」[112]
- TBS - サザンオールスターズ「東京VICTORY」[113]

2014年仁川大会から引き続いての起用。

## サブスクリプション解禁
- 4月4日 - acid android
- 4月18日 - NONA REEVES
- 5月10日 - Mr.Children
- 5月18日 - 2PM
- 5月18日 - EGO-WRAPPIN' / 中納良恵
- 5月23日 - 私立恵比寿中学
- 5月27日 - 椎名林檎
- 6月6日 - w-inds.
- 6月19日 - アップアップガールズ（仮）
- 6月23日 - DISH//
- 6月26日 - 「星のカービィ」シリーズ（3作）
- 7月2日 - FLOW
- 7月11日 - 「アイカツ!」シリーズ
- 8月8日 - シド
- 8月22日 - 田我流
- 8月29日 - 湘南乃風
- 9月1日 - 井上陽水
- 9月7日 - ポルノグラフィティ
- 9月24日 - 松任谷由実
- 10月4日 - クラシカロイド
- 10月31日 - 筋肉少女帯
- 11月2日 - 〈物語〉シリーズ
- 11月14日 - 高橋優
- 11月21日 - THE COLLECTORS
- 11月21日 - サニーデイ・サービス（26作）
- 12月5日 - コブクロ
- 12月12日 - 般若
- 12月12日 - fhána

## 主要な賞
| 賞                         | アーティスト・タイトル                         |
| -------------------------- | ---------------------------------------------- |
| ARTIST OF THE YEAR         | ゆず                                           |
| PEOPLE'S CHOICE            | 星野源                                         |
| VIDEO OF THE YEAR          | 平井堅「ノンフィクション」（監督:田辺秀伸）    |
| ALBUM OF THE YEAR          | Hi-STANDARD「THE GIFT」                        |
| SONG OF THE YEAR           | DAOKO×米津玄師「打上花火」                     |
| BEST BREAKTHROUGH ARTIST   | DAOKO                                          |
| BEST MALE ARTIST           | 米津玄師                                       |
| BEST FEMALE ARTIST         | 安室奈美恵                                     |
| BEST GROUP ARTIST          | ONE OK ROCK                                    |
| BEST POP ARTIST            | ゆず                                           |
| BEST ROCK ARTIST           | Suchmos                                        |
| BEST PUNK/LOUD ROCK ARTIST | Hi-STANDARD                                    |
| BEST ALTERNATIVE ARTIST    | Cornelius                                      |
| BEST GROOVE ARTIST         | 水曜日のカンパネラ                             |
| BEST HIP HOP ARTIST        | PUNPEE                                         |
| BEST INTERNATIONAL ARTIST  | エド・シーラン                                 |
| BEST COLLABORATION         | 米津玄師「灰色と青」                           |
| BEST RESPECT ARTIST        | エレファントカシマシ                           |
| BEST NEW VISION            | Suchmos                                        |
| BEST ACTIVE OVERSEAS       | ONE OK ROCK                                    |
| BEST LIVE PRODUCTION       | TEAM SAKANACTION                               |
| BEST CREATIVE ARTIST       | 小沢健二                                       |
| BEST MUSIC FILM            | X JAPAN「We Are X」                            |
| BEST CONCEPTUAL VIDEO      | ヤバイTシャツ屋さん「ヤバみ」（監督:寿司くん） |
| BEST ART DIRECTION VIDEO   | 星野源「Family Song」（監督:関和亮）           |
| BEST VIDEO DIRECTOR        | 山田健人                                       |
| BEST ACHIEVEMENT ARTIST    | 桑田佳祐                                       |

| 賞                                                      | アーティスト・タイトル                              | 監督             |
| ------------------------------------------------------- | --------------------------------------------------- | ---------------- |
| 最優秀ビデオ賞 最優秀邦楽男性アーティストビデオ賞       | 米津玄師「Lemon」                                   | 山田智和         |
| 最優秀洋楽男性アーティストビデオ賞                      | ショーン・メンデス「In My Blood」                   | JAY MARTIN       |
| 最優秀邦楽女性アーティストビデオ賞                      | aiko「ストロー」                                    | ウスイヒロシ     |
| 最優秀洋楽女性アーティストビデオ賞                      | アリアナ・グランデ「No Tears Left to Cry」          | DAVE MEYERS      |
| 最優秀邦楽グループビデオ賞                              | 欅坂46「アンビバレント」                            |                  |
| 最優秀洋楽グループビデオ賞                              | BTS「FAKE LOVE」                                    |                  |
| 最優秀邦楽新人アーティストビデオ賞                      | Official髭男dism「ノーダウト」                      | 加藤実里         |
| 最優秀洋楽新人アーティストビデオ賞                      | MARSHMELLO & ANNE-MARIE「Friends」                  | HANNAH LUX DAVIS |
| 最優秀ロックビデオ賞                                    | WANIMA「ヒューマン」                                | 黒田賢           |
| 最優秀オルタナティブビデオ賞                            | DEAN FUJIOKA「Echo」                                | 二宮健           |
| 最優秀ポップビデオ賞 最優秀アートディレクションビデオ賞 | 星野源「アイデア」                                  | 関和亮           |
| 最優秀ヒップホップビデオ賞                              | SKY-HI「Marble」                                    | Spikey John      |
| 最優秀ダンスビデオ賞                                    | BLACKPINK「DDU-DU DDU-DU」                          | HYUN SEUNG SEO   |
| 最優秀撮影賞                                            | Little Glee Monster「世界はあなたに笑いかけている」 | 大久保拓朗       |
| 最優秀振付け賞                                          | E-girls「Show Time」                                | 久保茂昭         |
| 最優秀アーティスト賞                                    | 三浦大知                                            |                  |
| 最優秀アルバム賞                                        | 宇多田ヒカル「初恋」                                |                  |
| SAS Lifetime Achievement Award Japan                    | サザンオールスターズ                                |                  |

## デビュー

### 1月
- 3日 - 末吉秀太(shuta sueyoshi)「JACK IN THE BOX」[117]（ソロデビュー）
- 10日 - Actwres girlZ「Actwres girlZ」
- 10日 - マジ校デストロイ「俺たちマジ校デストロイ」
- 12日 - RYUJI IMAICHI「ONE DAY」[118]
- 17日 - 阿知賀女子学院麻雀部「笑顔ノ花/春〜spring〜」
- 17日 - クラスメート[119][120][121]
- 17日 - KENZO「MY NAME IS KENZO」(ソロデビュー)
- 17日 - TJ「Don’t you say 〜いまはもう…。〜」
- 17日 - D33j（英語版）[122]「デス・ヴァレー・オアシス」(日本デビュー)
- 17日 - 中野たむ[注 3]
- 17日 - パノラマパナマタウン「PANORAMADDICTION」[124]
- 17日 - Y & Co.「No No No limits 2 dAnce」
- 19日 - Kayzo（英語版）[125]
- 19日 - 山崎大輝「Imagenerations」[126]
- 24日 - INNOSENT in FORMAL「One for you」[127]
- 24日 - カミラ・カベロ「カミラ」（日本デビュー）[128]
- 24日 - カラーズ☆スラッシュ「カラーズぱわーにおまかせろ!」「ミラクルカラーズ☆本日も異常ナシ!」[129]
- 24日 - CYANOTYPE「光」
- 24日 - Gentle Forest Jazz Band「GFJB」
- 24日 - JUNK∞TION「メッコリーサ」(配信)
- 24日 - SZA「コントロール」[130]（日本デビュー）
- 24日 - 鈴木みのり「FEELING AROUND」[131]
- 24日 - STARTails☆「ne! ne! ne!」[132]
- 24日 - 式紗彩「バタフライアタック」[133]
- 24日 - 蒼天のハリー「ハピハピ/Memories」
- 24日 - PANDORA「Be The One」
- 24日 - 渕上舞「Fly High Myway!」[134]
- 24日 - BRIAN SHINSEKAI「Entrée」
- 24日 - Fromis 9「To. Heart」[135][136]
- 31日 - EINSHTEIN & 言×THE ANSWER「Two Pawns」
- 31日 - STU48「暗闇」[137]
- 31日 - 田島貴男&長岡亮介「SESSIONS」
- 31日 - 千晴「始まり」[138]
- 31日 - MADKID「Never going back」[139]
- 31日 - mami「サクラゴコロ/あなた」[140]
- 31日 - me can juke「FIRE or ICE」
- 31日 - RiO「Weekend」[141]

### 2月
- 2日 - Don Broco「Technology」[142]（日本デビュー）
- 6日 - Na$Ka「Cuz I am」(配信)
- 7日 - アソブンジャー「Jumble」
- 7日 - The Floor「ターミナル」[101]
- 7日 - Samuel「SIXTEEN-Japanese Ver.-」（日本デビュー）[143][144]
- 7日 - つぶつぶ★DOLL「ハシレ!未来のボク」[145]
- 7日 - DEZOLVE「PORTRAY」（メジャーデビュー）[146][147]
- 7日 - ましのみ「ぺっとぼとリテラシー」（メジャーデビュー）[148]
- 7日 - ミサンガ「はじめまして、ばぁちゃん。」（メジャーデビュー）[149]
- 7日 - 見取り図 盛山「ショーバン」(配信)
- 14日 - 浅井健一&THE INTERCHANGE KILLS「Sugar」
- 14日 - アソブンジャー「Jumble」[150]
- 14日 - ANTIME「VISION」[151][152]
- 14日 - 宇野実彩子「どうして恋してこんな」（ソロデビュー）[153][154][155]
- 14日 - ダブルウィッシュ「意味が無い」(配信)
- 14日 - 焚吐×みやかわくん「神風エクスプレス」[18]
- 14日 - Rhythmic Toy World「僕の声」[156]
- 14日 - RIRI「RIRI」[157][158][159][160]
- 14日 - RYUCHELL「Hands up!! If you're Awesome」[161]
- 21日 - saya「The Girls Are Alright!」[162]
- 21日 - ロリィタ白昼夢RH「Blue Plaque」[163]
- 21日 - SILVANA「Minstrel Code -ミンストレルコード-」
- 21日 - スカイピース「にゅ〜べいび〜」[164]
- 21日 - 寺西優真「ムスカリ〜MUSUKARI〜」[165]
- 21日 - The Wisely Brothers「YAK」[166][167]
- 21日 - Rei(c)hi「JKはブランド」[168]
- 24日 - エーラインプロッ![169]
- 28日 - 立花理香「Flora」[170][171]
- 28日 - MOMOLAND（日本デビュー）[172]
- 28日 - 吉岡聖恵「夢で逢えたら」(配信,CDデビューは10月)
- 28日 - Run Girls, Run!「スライドライド」[173]

### 3月
- 2日 - アニタ・ラチヴェリシュヴィリ（英語版）[174]
- 7日 - カフェラテ噴水公園 feat.にゃんこスター「Goサインは1コイン」[175]
- 7日 - ゲーム実況者わくわくバンド[176][177][178]「デンシンタマシイ」
- 7日 - 西川貴教「Bright Burning Shout」[179][180] （再々デビュー）
- 7日 - Nulbarich「H.O.T」
- 7日 - 脳みそ夫「脳みそ夫体操」[181]
- 7日 - はちみつロケット「はちみつロケット 〜黄金の七人〜」[182]
- 7日 - BiS「WHOLE LOTTA LOVE/DiPROMiSE」（再メジャーデビュー）[183]
- 7日 - BIGMAMA「Strawberry Feels」
- 7日 - ミコチ&コンジュ「Harvest Moon Night」[184]
- 7日 - LOVE「Love rises... 2007-2018」
- 14日 - キツネツキ「ケダモノダモノ」
- 14日 - 地獄ヘルズ「地獄のロックンロールファイヤー」
- 14日 - DAY6[185]「If 〜また逢えたら〜」（日本デビュー）
- 14日 - 寺田真奈美「どん底からのカツ丼」
- 14日 - BlueHairs「桜唄 〜scene2〜」
- 14日 - Yogee New Waves「SPRING CAVE e.p.」[186][187]
- 14日 - 吉田達彦（Project.R）「快盗戦隊ルパンレンジャーVS警察戦隊パトレンジャー 主題歌」[注 4][188]
- 14日 - Re:versed「一か八か」
- 15日 - ジェニーハイ「片目で異常に恋してる」(配信,CDデビューは10月)
- 17日 - 寺田有希「さあ いこう」
- 18日 - プム・ヴィプリット「Manchild」[189]
- 21日 - 石原夏織「Blooming Flower」[190]
- 21日 - LEE HI「LEE HI JAPAN DEBUT ALBUM」（日本デビュー）[191]
- 21日 - Chuning Candy「Dance with me」
- 21日 - 大里菜桜 from ボンクラ「盆栽たいそう～国宝級になりたいな～」
- 21日 - SOLEIL「My Name is SOLEIL」
- 21日 - DJ YUKIJIRUSHI「ReENTER The REGGAETON」
- 21日 - lapix「L」
- 21日 - Re:Complex「One&Only」
- 21日 - LeChat「Ash and Irony」
- 28日 - BULL ZEICHEN 88「アルバム2」[192]
- 28日 - XX：me「ダーリン・イン・ザ・フランキス エンディング集 vol.1」[193]
- 28日 - buzz☆Vibes「buzz★Parade」

### 4月
- 4日 - オメでたい頭でなにより「鯛獲る」[194]
- 4日 - TRCNG「SPECTRUM」[195]（日本デビュー）
- 4日 - BB-voice「Duality」[注 5]
- 4日 - Yuka & Chronoship「SHIP」
- 11日 - あいのぼり「涙のアーチ」
- 11日 - 市川愛「MY LOVE, WITH MY SHORT HAIR」
- 11日 - Official髭男dism「ノーダウト」
- 11日 - 寿君「一人じゃない」[197]（メジャーデビュー）
- 11日 - brainchild's「STAY ALIVE」
- 11日 - BRIDEAR「HELIX」
- 11日 - ベボガ!「Be!」（メジャーデビュー）[198]
- 11日 - ロザリーナ「タラレバ流星群」[199]（メジャーデビュー）
- 18日 - jan and naomi「Fracture」
- 18日 - チョ・ジョンミン「あっぱ」[200][201]（日本デビュー）
- 18日 - 辻彩奈「シベリウス ヴァイオリン協奏曲」
- 25日 - ALC「およめさん」
- 25日 - 踊Foot Works「odd foot works」
- 25日 - 首振りDolls「真夜中の徘徊者〜ミッドナイトランブラー」
- 25日 - 小袋成彬「分離派の夏」（メジャーデビュー）[202][203]
- 25日 - SIX LOUNGE「夢うつつ」
- 25日 - sumika「Fiction e.p」
- 28日 - あっこゴリラ「余裕」(配信,CDデビューは12月)
- 30日 - SingTuyo「KISS is my life.」

### 5月
- 2日 - カレーライスオールスターズ「カレーライスのうた」
- 2日 - Bird Bear Hare and Fish「ページ/次の火」
- 2日 - はじめあきらとつくもちゃん「ピカ☆ちんタイム」
- 9日 - ほのかりん「LOVE ME TENDER」
- 11日 - 鈴木瑛美子×亀田誠治「フロントメモリー」
- 16日 - KEIJU「Let Me Know」
- 16日 - 島茂子「戯言」
- 16日 - sora tob sakana「alight ep」[204][205][206][207]
- 16日 - Ryu Matsuyama「Between Night and Day」[208]
- 16日 - Roys「I’ll be there」
- 18日 - 川口レイジ「R.O.C.K.M.E.ft.Marty James」
- 23日 - NCT 127「Chain」[209][210]
- 23日 - COLOR CREATION[211][212][213]「CANVAS」
- 23日 - King & Prince「シンデレラガール」[214]
- 23日 - GFRIEND「今日から私たちは 〜GFRIEND 1st BEST〜」（日本デビュー）[215]
- 23日 - 菅原広巳「Down Home」
- 23日 - 法正「DAWN」
- 23日 - 山崎はるか「ゼンゼントモダチ」[216]
- 23日 - LUCKY TAPES「22」
- 30日 - EVEN「アイノウタ」
- 30日 - 植田圭輔「START LINE 〜時の轍〜」
- 30日 - 内田雄馬「NEW WORLD」
- 30日 - 彼女 IN THE DISPLAY「get up」[217]
- 30日 - SEVENTEEN「WE MAKE YOU」[215][218] （日本デビュー）
- 30日 - halca「キミの隣」
- 30日 - Hello, Wendy!「No.9」
- 30日 - 福本莉子「少女はあの空を渡る」

### 6月
- 6日 - Cö shu Nie「asphyxia」
- 6日 - cyan「青空/誰より、ずっと」
- 6日 - THE SIXTH LIE「Hibana」
- 6日 - MOROHA「MOROHA BEST〜十年再録〜」（メジャーデビュー）[219]
- 13日 - 菅原卓郎「今夜だけ俺を」（ソロデビュー）
- 13日 - MAP6「Vroom Vroom」（メジャーデビュー）[220]
- 20日 - alom「恋する乙女は雨模様」
- 20日 - 駒形友梨「トマレのススメ」[221]
- 20日 - DATS「Digital Analog Translation System」[222][223]
- 20日 - HardBirds「時を待とう」
- 20日 - pugcat's「てっぺんへダッシュ!」
- 20日 - Hump Back「拝啓、少年よ」
- 20日 - 三浦明利「手のひらに受ける宇宙」
- 20日 - 宮崎奈穂子「To the beginning」
- 20日 - MELLOW MELLOW「マジックランデブー」
- 20日 - レイザーラモンRG「いただきます」
- 25日 - 横浜流星「今日もいい天気 feat.Rover(ベリーグッドマン)」(配信,CDデビューは10月)
- 27日 - 海蔵亮太「愛のカタチ」
- 27日 - 宮川大聖「STAR LAND」
- 27日 - U字工事「ビギン・ザ・ギンザ」
- 27日 - 陸上自衛隊中部方面音楽隊 鶫真衣「いのちの音」

### 7月
- 1日 - 新しい地図「雨あがりのステップ」(配信)
- 4日 - SWANKY OCEAN ACOUSTIX「Mar y Sol」
- 4日 - 藤井香愛「東京ルージュ」
- 4日 - 古川慎「miserable masquerade」[224]
- 4日 - Mii「What You Say」
- 4日 - 神崎エルザ starring ReoNa「ELZA」
- 4日 - Non Stop Rabbit「全A面」 (インディーズデビュー)
- 11日 - 杏沙子「花火の魔法」
- 11日 - for better,for worse「COMPLETE BEST」
- 13日 - 歩乃華「いらないものはいらないんだ」(配信)
- 18日 - erica「告ラボ」
- 18日 - KEN☆Tackey「逆転ラバーズ」[225][226]
- 18日 - GOSPELS OF JUDAS「IF」
- 18日 - 崎山蒼志「夏至/五月雨」(配信,正式なメジャーデビューは2021年1月)
- 18日 - SAMURAI TUNES「SAMURAI TUNES」
- 18日 - Rumeena「Infinity 〜光の声〜」
- 21日 - 怪物舞踏団「百鬼夜行」(配信)
- 22日 - 全日本パリピ協會「Ready For The Party」(配信)
- 25日 - 黒沢かずこ「さんちゃん紳士」
- 25日 - 小橋亜樹/アキとナオズミ「ぶらぶらぶらり/酔い℃」
- 25日 - 佐藤千亜妃「SickSickSickSick」(ソロデビュー)
- 25日 - 上々軍団「仲間」
- 25日 - THE だいじょぶズ「レッツゴー!ももたろう」(配信)
- 25日 - Marter「真夏の海」
- 25日 - 山﨑彩音「METROPOLIS」

### 8月
- 1日 - 尾崎由香「LET'S GO JUMP☆」
- 1日 - Survive Said　The Prophet「s p a c e [ s ]」
- 1日 - タナカアツシ「大島エレジー(NEW VERSION)」
- 1日 - フレンズ「コン・パーチ!」
- 8日 - chelmico「POWER」
- 8日 - 咲妃みゆ「First Bloom」
- 8日 - スピラ・スピカ「スタートダッシュ」
- 8日 - 竹内アンナ「at ONE」
- 13日 - ONF「ON/OFF -Japanese Ver.」[227]（日本デビュー）
- 15日 - アキシブproject「Hola! Hola! Summer」（メジャーデビュー）[228]
- 15日 - Foorin「パプリカ」
- 17日 - SPR5「インコンプリートノーツ」
- 17日 - ミソシタ「ミソシタ」
- 22日 - Eyedi「Sign (Japanese Ver.) feat. Jinmenusagi」(配信,CDデビューは10月)
- 22日 - 伊万里有「My Name is...」
- 22日 - Kleissis「Kleissis Chaos」
- 22日 - sajou no hana「星絵」
- 22日 - スクランブルガム「夜明けの1ページ」
- 22日 - ナナヲアカリ「ワンルームシュガーライフ/なんとかなるくない？/愛の歌なんて」
- 29日 - 谷本耕治「桜散る」
- 29日 - First place「さだめ」[229]
- 29日 - FORESTA「故郷に、いま帰る/あなたといるとき」
- 30日 - 輝夜月「Beyond the Moon」(配信)
- 30日 - ずっと真夜中でいいのに。「秒針を噛む」(配信,CDデビューは11月)
- 31日 - MONKEY MAJIK×サンドウィッチマン「ウマーベラス」(配信)

### 9月
- 5日 - 伊藤千晃「New Beginning」(配信,CDデビューは12月)
- 5日 - JASMINE.「Ballet Dolls」
- 5日 - 天才てれびくんYOU「天才てれびくんYOU」
- 5日 - マテリアルクラブ「00文法」(配信,CDデビューは11月)
- 5日 - LoveDesire「Sugar&Spice」
- 5日 - Rei「LAZY LOSER」(配信,CDデビューは11月)
- 10日 - RUANN「LOVE & HOPE」(配信)
- 12日 - 嘘とカメレオン「ヲトシアナ」[230]
- 12日 - 椿鬼奴「IVKI」
- 19日 - DEPAPEKO(押尾コータロー×DEPAPEPE)「PICK POP! 〜J-Hits Acoustic Covers〜」
- 19日 - はとむぎ「おとあつめ」
- 19日 - HANDSIGN「HANDSIGN」
- 19日 - Berry Better!!「Very Bery Better!!〜音感、リズム感のない男たち〜」(配信)
- 26日 - TWiN PARADOX「Departure」
- 26日 - 田村芽実「輝いて 〜My dream goes on〜」（ソロデビュー）
- 26日 - 野田クリスタル(マヂカルラブリー)「出囃子」(配信)

### 10月
- 2日 - みゆな「ガムシャラ」(配信)
- 3日 - SASAKI社長「最後のフォーリン・ラブ」
- 3日 - Novelbright「SKYWALK」 (インディーズデビュー)
- 4日 - ちく☆たむ「どうぶつ!よーいドン!」
- 10日 - 大城美友「MI-POSITION」
- 10日 - 如月マロン(ジェラードン)「イチゴのショートケーキ」(配信)
- 10日 - KYOTO RIMPA ROCKERS「琳派ROCK 日本に生まれて良かった」
- 10日 - 黒船「Journey」
- 10日 - 3年3組こくばん先生「小学校の先生から教わること」
- 10日 - Neetz「Notion feat. 唾奇, PES & MUD」(配信)
- 10日 - MINAMI NiNE「LINKS」
- 10日 - 横浜流星「今日もいい天気 feat.Rover(ベリーグッドマン)/未完成」(CDデビュー)
- 17日 - ジェニーハイ「ジェニーハイ」(CDデビュー)
- 17日 - 高岩遼「10」(ソロデビュー)
- 17日 - Halo at 四畳半「swanflight」[231]
- 19日 - CRAZY四角形「WANAWANA」(配信)
- 19日 - RöE「ウカ*」(配信)
- 22日 - 図鑑「HIKARI」
- 22日 - 富士葵「はじまりの音」(配信,CDデビューは11月)
- 24日 - 飯田瑞規「眩暈」(ソロデビュー、配信)
- 24日 - 吉岡聖恵「うたいろ」(CDデビュー)
- 26日 - さなり「悪戯/キングダム」
- 31日 - 空中ループ「見エズ在ルモノ」
- 31日 - ジャガーズ「カスカー・ド・アーラ」
- 31日 - 仙堂花歩「my life」

### 11月
- 7日 - KIMIKA「Beautiful Tears」
- 7日 - dps「タイムライン」
- 7日 - 富士葵「はじまりの音」(CDデビュー)
- 7日 - PELICAN FANCLUB「Boys just want to be culture」
- 7日 - マテリアルクラブ「マテリアルクラブ」(CDデビュー)
- 7日 - みきなつみ「とけたアイスの味は青かった」
- 7日 - ムカサキ「Shooting for the future space」
- 7日 - 村井研次郎「UNDERMINED」（ソロデビュー）
- 7日 - 緑黄色社会「溢れた水の行方」
- 5日 - Rei「REI」(CDデビュー)
- 14日 - カツルミ「ヒカリ」
- 14日 - ずっと真夜中でいいのに。「正しい偽りからの起床」(CDデビュー)
- 14日 - TRI4TH「ANTHOLOGY」
- 14日 - ライトガールズ「円山町ロマンチック通り」
- 16日 - TAOTAK「Anniversary」(配信)
- 20日 - まるりとりゅうが「気まぐれな時雨」(配信,CDデビューは2019年2月)
- 21日 - 竹田 NINJA 京右「My Endless Melody」
- 21日 - FIX「Heaven knows」
- 21日 - Miyuu「COME ONE,COME ALL」
- 21日 - Lucky Kilimanjaro「HUG」
- 23日 - KERENMI「ROOFTOPS (feat. Satoshi Fujihara [from Official髭男dism])」(配信)
- 28日 - 安月名莉子「君にふれて」
- 28日 - 関西スワン「ギンギラギーン☆彡 feat. DJ KOO」
- 28日 - 築田行子「my palette」
- 28日 - ポセイドン・石川「リンゴ追分」(配信)

### 12月
- 1日 - 大原バカリ子(大原櫻子×バカリズム)「多目的スペースのバラード」(配信)
- 5日 - あっこゴリラ「GRRRLISM」(CDデビュー)
- 5日 - 伊藤千晃「New Beginning」(CDデビュー)
- 5日 - 大槻ケンヂミステリ文庫「アウトサイダー・アート」
- 5日 - 岸洋佑「走りたいわけじゃない」
- 5日 - THE CHARM PARK「Timeless Imperfections」（メジャーデビュー）
- 5日 - ニッチェ「iiwake/HONNE」
- 5日 - 番匠谷紗衣「ここにある光」
- 5日 - FANTASTICS from EXILE TRIBE「OVER DRIVE」
- 12日 - カーリングシトーンズ「スベり知らずシラズ」(配信)
- 12日 - RAISE A SUILEN「R・I・O・T」
- 19日 - LUNASUN「Organ Heaven」
- 26日 - SASUKE「インフルエンザー」
- 26日 - 吉本坂46「泣かせてくれよ」

### 春
- イ・ホウォン（ソロデビュー）[232]

### 未定
- デビュー日未定
  - 丸山純奈（ソロデビュー）[233]
  - PYROMANTIC[234]
- 中村千尋（夏に日本コロムビアよりメジャーデビュー予定だったが11月22日に円満解消を発表） [235][236]

## 結成

### アイドル・ガールズグループ・ボーイバンド
- IZ*ONE（ - 2021年）
- I.D.And Fly LooM（ - 2020年）
- AWEEK
- アクアノート
- ASTROMATE（ - 2020年）
- Advance Arc Harmony（ - 2019年）
- アメフラっシ
- 一瞬しかない
- We Girls
- WIN=W1N
- ATEEZ
- AKB48 Team SH
- AKB48 Team TP
- SGO48（ - 2021年）
- EVERYDAYS（ - 2022年）
- MNL48
- EMOE
- エレファンク庭
- ENGAG.ING（ - 2020年）
- ゑんら
- Alldemade
- 終わらないで、夜
- 仮想通貨少女
- 神風センセーション
- カレッジ・コスモス（ - 2020年）
- 君に、胸キュン。
- ギルドロップス
- QUEENS
- グーグールル（ - 2021年）
- Gran☆Ciel
- XTEEN
- 群青の世界
- K/DA
- KEN☆Tackey（ - 2018年）
- ザ・コインロッカーズ（ - 2021年）
- 公園少女
- Gothic×Luck
- Kore:ct（ - 2019年）
- 今月の少女（LOONA）
- 最期はここで。（ - 2018年）
- Siam☆Dream
- SATURDAY
- (G)I-DLE
- JBJ95
- GEMS COMPANY
- 少女時代-Oh! GG
- Stray Kids
- セレブファイブ
- ZOC
- DreamNote
- NINE PERCENT（ - 2019年）
- 謎ファイルとやま観光（ - 2021年）
- なにわ男子
- なんきんペッパー（ - 2019年）
- 虹色の飛行少女
- NOIR
- NATURE
- NeonPunch（ - 2020年）
- NEXT
- Hi!Superb
- BuGG
- 爆裂女子-BURSTGIRL-（ - 2021年）
- HONEY POPCORN
- HelloYouth
- パンダドラゴン
- BEYOOOOONDS
- Pink Fantasy
- femme fatale
- Fragrant Drive
- +Sugar.
- BLACKNAZARENE
- プランクスターズ
- fromis 9
- PPP
- VOYZ BOY
- HOT DOG CAT
- 幻.no
- MIRROR
- 夢幻クレッシェンド（ - 2021年）
- Make it!
- メイビーME
- mogu☆mogu
- UNB（ - 2019年）
- UNI.T（ - 2018年）
- 吉本坂46（ - 2022年）
- Leo-Wonder
- Lore☆Eternal
- Lore☆Restart（ - 2020年）
- R6団（ - 2021年）
- ワールズエンド。
- ONE CHANCE（ - 2020年）
- 143∽（ - 2021年）

### バンド・音楽グループ・音楽ユニット
- IRONBUNNY（ - 2021年）
- OWl
- アスティ（ - 2020年）
- A・LA・CARTE
- AliA
- Argonavis
- Unlock the girls
- ichikoro
- 犬も食わねぇよ。（ - 2022年）
- ILLUSION FORCE
- AUTUMN BLUES
- OKOJO
- カーリングシトーンズ
- 霧雨アンダーテイカー
- 栗もえか
- クレナズム
- Kroi
- THE KEBABS
- 原因は自分にある。
- Koe
- 5時から男&シルビア
- Cody・Lee(李)
- THE SALMON PINKS
- sajou no hana
- 三池淵管弦楽団
- ジェニーハイ
- ジャパン・ナショナル・オーケストラ
- ginger
- スクランブルガム
- ずっと真夜中でいいのに。
- Seven Billion Dots
- Somari
- DAN⇄JYO（ - 2020年）
- ディカペラ
- This is LAST
- 鉄人
- 東京初期衝動
- どうぶつビスケッツ
- トラベリン・フラワー
- なきごと
- NaNoMoRaL
- ニック・メイスンズ・ソーサーフル・オブ・シークレッツ
- NIRA
- Neko Hacker
- Haunt of fresh
- HoneyGOLD
- BALLISTIK BOYZ from EXILE TRIBE
- PK Shampoo
- BBHF
- FAUST（ - 2020年）
- FNCY
- Foorin（ - 2021年）
- Friday Night Plans
- Black Boboi
- bloodlessthewar（ - 2022年）
- breakin' holiday
- Play.Goose
- BEST FRIENDS!
- ペントノート
- Penthouse
- 黒子首
- mahina
- マルシィ
- まるりとりゅうが
- Mr.FanTastiC
- MIMIZUQ
- MIRRROR
- MAYKIDZ
- MAYSON's PARTY
- YKMM（ - 2020年）
- Love Harmony's, Inc.
- リンダ・リンダズ
- RAISE A SUILEN
- Lo-Guns

## 活動再開・再結成
- 2月8日 - 藍井エイル
- 3月12日 - セイントフォー
- 3月24日 - 日本マドンナ
- 5月1日 - KAT-TUN[4]
- 5月4日 - the telephones
- 5月6日 - 和島あみ
- 5月10日 - ELLEGARDEN
- 5月13日 - SPANK HAPPY
- 5月26日 - PiiiiiiiN
- 5月27日 - SURFACE
- 6月8日 - 赤坂晃
- 6月26日 - 小山慶一郎（NEWS）※謹慎明け（→6月7日の出来事および活動休止も参照）
- 7月6日 - 北野日奈子（乃木坂46）
- 7月15日 - コケシドール
- 7月15日 - LONGMAN
- 8月1日 - KEEP YOUR HANDs OFF MY GIRL
- 8月8日 - nowisee
- 8月19日 - LAMP IN TERREN
- 9月 - 松井珠理奈（SKE48）※体調不良のため7月〜8月休業（→7月6日の出来事および活動休止も参照）
- 9月2日 - Hilcrhyme
- 9月8日 - Addy
- 9月23日 - 武藤昭平
- 9月29日 - RIDDLE
- 10月6日 - ALL OFF
- 11月3日 - いきものがかり
- 11月9日 - Charisma.com
- 11月13日 - アンテナ[70]
- 11月29日 - 天野月
- 12月14日 - カミナリグモ

## 活動休止・解散・引退

### 活動休止
- 1月24日 - 太田夢莉（NMB48）[14]（3月より復帰）
- 1月28日 - GLORY HILL※無期限
- 2月13日 - Jun. K（2PM）[237]
- 2月14日 - Caos Caos Caos[238]
- 2月19日 - ウルフルケイスケ（ウルフルズ）[239]※バンドとしての活動のみ一時休止
- 3月16日 - FOLKS[240]※無期限
- 3月28日 - 今井翼（タッキー&翼）[24]
- 4月13日 - クリス・ハート（2020年活動再開）
- 4月20日 - アンテナ[27]
- 4月21日 - LAMP IN TERREN
- 4月22日 - YANAKIKU
- 5月2日 - 傳田真央[241]
- 5月5日 - Droog※無期限
- 5月12日 - ジェロ[242]
- 5月13日 - リアル3区
- 6月3日 - Septaluck
- 6月7日 - 小山慶一郎（NEWS）[35]※活動自粛（6月26日まで）
- 6月10日 - 原由実[243]※アーティスト活動休止
- 7月7日 - 松井珠理奈（SKE48）※体調不良のため[39][40][41]（9月より復帰）
- 7月8日 - CREATURE CREATURE※休眠
- 8月予定 - 岡本圭人（Hey! Say! JUMP）[38]
- 9月2日 - それでも世界が続くなら[244]
- 9月20日 - 植松伸夫
- 9月30日 - 黒猫チェルシー[245]
- 10月8日 - キバオブアキバ
- 10月28日 - MELLOWSHiP
- 10月30日 - RIP SLYME
- 11月9日 - ホロ
- 11月28日 - 松島聡(Sexy Zone)（2020年活動再開）
- 11月29日 - バズマザーズ
- 12月5日 - DANCE EARTH PARTY
- 12月8日 - HONDALADY
- 12月9日 - THE STARBEMS
- 12月12日 - 新山詩織（2021年活動再開）
- 12月14日 - 桐嶋ノドカ
- 12月18日 - BULL ZEICHEN 88
- 12月20日 - セプテンバーミー
- 12月21日
  - SADS
  - インディーズ電力
- 12月29日 - rice※無期限
- 12月31日 - FIRE BALL

### 解散
- 1月5日 - Over The Top[246]
- 1月8日 - wrong city
- 1月11日 - さしすせそズ
- 1月14日 - 水戸ご当地アイドル（仮）[247][248]
- 1月20日 - 游彩
- 1月21日 - レッツポコポコ
- 2月5日 - カムロバウンス
- 2月2日 - TEDDY
- 2月12日 - NEVE SLIDE DOWN
- 2月12日 - SECRET GUYZ[249]
- 2月24日
  - アイドルネッサンス[250]
  - La PomPon[251]
  - リコチェットマイガール
- 3月13日 - 禁断の多数決
- 2月25日 - Mix Speaker's,Inc.
- 3月10日 - Flower Notes
- 3月21日 - ぷちぱすぽ☆[252]
- 3月31日 - GEM[253]
- 4月7日 - QOOLAND
- 4月7日 - OH!!マイキーズ
- 4月22日 - chariots[254]
- 5月2日 - URCHIN FARM
- 5月6日 - Sky's The Limit
- 5月13日 - Goodbye holiday
- 5月19日 - サンドクロック
- 5月23日 - Chelsy
- 6月14日 - 少女-ロリヰタ-23区
- 6月16日 - 指先ノハク
- 7月16日 - ZEN THE HOLLYWOOD 80's※解進
- 7月16日 - MAGiC BOYZ
- 7月21日 - Def Will
- 7月22日 - チャットモンチー[255]
- 7月29日 - MAPLEZ
- 7月29日 - T/ssue
- 7月31日 - Cheeky Parade
- 8月1日 - Fo'xTails
- 8月2日 - チャオ ベッラ チンクエッティ
- 8月10日 - Shout it Out
- 8月18日 - プププランド
- 8月25日 - CLØWD
- 9月10日 - タッキー&翼[52]
- 9月22日 - PASSPO☆
- 9月23日 - ベボガ![256]
- 9月24日
  - ベイビーレイズJAPAN[257]
  - AIS -All Idol Songs-
- 10月2日 - フィッシュライフ
- 10月7日 - 
  - バニラビーンズ[258]
  - ジョゼ
- 10月2日 - LOOP H☆R
- 10月14日 - YMQ
- 10月26日 - uchuu;
- 11月6日 - he
- 11月18日 - Aqua Timez[259]
- 11月30日 - X21
- 12月5日 - ひめとまほう
- 12月23日
  - CODE-V
  - Juliet
- 12月25日 - Hi-5
- 12月28日
  - sakana
  - さきどり発進局
- 12月29日 - LILI LIMIT

### 引退
- 1月19日 - 小室哲哉[11]
- 9月16日 - 安室奈美恵[53]
- 12月31日 - 中沖凜（アップアップガールズ（2））
- 年内
  - 奥村チヨ[5]
  - 滝沢秀明（タッキー&翼）[52]

### 脱退（卒業）
- 1月3日 - 廣田あいか（私立恵比寿中学）[260]
- 1月7日 - 陶山恵実里（虹のコンキスタドール）
- 1月13日 - 佐藤雄大（INFOG）[261]
- 1月16日 - コーイチ（超特急）[262]
- 1月20日 - 田邊有希（BRADIO）
- 1月21日 - 有安杏果（ももいろクローバーZ）[注 1]
- 1月31日 - 尾澤ルナ（SUPER☆GiRLS）
- 2月6日 - 飛田雅弘（envy）、関大陸（envy）[263]
- 2月10日 - 坂本遥（THEラブ人間）
- 2月10日 - ヒカル（ギターウルフ）
- 2月14日 - Naoto.GrandCabin（FUNKIST）[264]※サポートメンバーに転向
- 2月23日 - Emily（Luby Sparks）[265]
- 2月25日 - 家坂清太郎（G-FREAK FACTORY）[266]
- 3月2日 - 悠（摩天楼オペラ）[267]
- 3月4日
  - プー・ルイ（BiS）[268]※再脱退
  - 高橋洋平（INFOG）[261]
  - なぁたんコロ虫（CY8ER）
- 3月10日 - 田川伸治（DEEN）
- 3月11日 - 橘はるか（Ange☆Reve）[269]
- 3月13日 - 小林龍二（DISH//）[270]
- 3月19日 - DJ KATSU（Hilcrhyme）
- 3月20日 - 今井双葉（ヲルタナティヴ）
- 3月21日 - 藤田あかり（Stella☆Beats）
- 3月21日 - 鉄戸美桜（ハコイリ♡ムスメ）
- 3月31日
  - 川村真洋（乃木坂46）[16]
  - 田中美麗（SUPER☆GiRLS）
  - ウツミエリ（vivid undress）
  - さっぴーはろうぃん（校庭カメラガールドライ）
  - 渡辺圭一（HEATWAVE）
  - 石橋わか乃（Drop's）
- 4月1日 - Keiko（Kalafina）
- 4月6日 - 華凛（NoGoD）
- 4月7日 - クルマダヤスフミ（PELICAN FANCLUB）
- 4月8日 - 佐藤麗奈（マジカル・パンチライン）
- 4月9日 - 八木類（Czecho No Republic）
- 4月10日 - 矢倉楓子（NMB48）[271]
- 4月12日 - 田中秀作（Large House Satisfaction）
- 4月15日 - 張織慧（STU48）
- 4月17日 - 明日花キララ（恵比寿マスカッツ1.5）
- 4月18日 - 北原里英（NGT48）[272]
- 4月19日 - 大川彩菜（READY TO KISS）※解雇処分
- 4月20日 - ももらんど（BiS）
- 4月28日 - 宮崎雄斗（at Anytime）[273]
- 4月28日 - 栗田恵美（転校少女歌撃団）
- 4月30日 - 船戸ゆり絵(ピュアリーモンスター)
- 5月1日 - 市川美織（NMB48）[271][274]
- 5月1日 - 梅津拓也（忘れらんねえよ）[275][276][277]
- 5月3日 - 羽井リサコ（クマリデパート）
- 5月3日 - 華那（コドモドラゴン）
- 5月4日 - 小泉留菜、牧野あやみ（ナナランド）
- 5月6日 - 生駒里奈（乃木坂46）[15]
- 5月12日 - K-zoo（NUBO）
- 5月18日 - 大熊諒、下山拓也（め組）
- 5月 - 山口達也（TOKIO）※不祥事に伴い契約解除
- 6月3日 - 古賀哉子（ラストアイドル）
- 6月9日 - 天野なつ（LinQ）
- 6月13日 - 竹内祐也（Tempalay）
- 6月15日 - 福緒唯（A応P）
- 6月20日 - 尾形春水（モーニング娘。）[278]
- 6月24日 - 志村理佳（SUPER☆GiRLS）
- 6月25日 - 黒川ティム（PrizmaX）
- 6月30日
  - 吉崎綾（ラストアイドル）
  - 山崎悠稀（M!LK）
  - Sxun（Fear, and Loathing in Las Vegas）
  - タイキロイド（Swimy）
- 7月1日 - 葵つかさ（恵比寿マスカッツ1.5）
- 7月4日 - 松島皓（never young beach）
- 7月14日 - 渋谷すばる（関ジャニ∞）
- 7月16日 - 斎藤ちはる、相楽伊織（乃木坂46）[34]
- 7月31日
  - SHUN（SWANKY DANK）
  - 月乃のあ（ヲルタナティヴ）
- 7月 - 千葉妃理（転校少女*）
- 8月5日 - 小倉あん（煌めき☆アンフォレント）
- 8月9日 - AKIRA（THE SKIPPERS）
- 8月11日 - 冨田将里（SAME）
- 8月12日 - 田野優花（AKB48）
- 8月31日 - 伊原卓哉（DATS）
- 8月 - 小島まゆみ、城崎ひまり（放課後プリンセス）
- 9月1日 - 中江さき（天晴れ!原宿）
- 9月2日
  - コビキユウジ（the quiet room）
  - 櫻打泰平（SANABAGUN.）
- 9月5日 - 橋本佳紀（HOWL BE QUIET）
- 9月7日 - 英艶奴（ゆくえしれずつれづれ）
- 9月9日 - 泉茉里（THE 夏の魔物）
- 9月24日 - 藤川千愛（まねきケチャ）
- 9月28日 - 田代創大（KOTORI）
- 9月30日
  - 阿部かれん（ハコイリ♡ムスメ）
  - 小高サラ（ときめき♡宣伝部）
  - 髙橋真生（NGT48）
- 10月1日 - 紗英（Wi-Fi-5）
- 10月6日 - DaBass（どついたるねん）
- 10月8日
  - 小田桐奈々、山口みらん、木月沙織（放課後プリンセス）
  - さとし（キバオブアキバ）
- 10月9日 - ARISA（Party Rockets GT）
- 10月19日 - YUIMETAL（BABYMETAL）
- 10月20日 - Hikaru（Kalafina）
- 10月21日 - 松脇朱里（Ange☆Reve）
- 10月22日 - 伊藤千由李（チームしゃちほこ）
- 10月30日 - 中健人（Unblock）
- 10月31日 - 矢作有紀奈（SKE48）
- 11月2日 - TOM TAKANASHI（PLASTICZOOMS）
- 11月3日 - 奥澤レイナ、小田垣陽菜、栗本柚希、斎藤夏鈴、中原咲耶、中村優、永山真愛、葉月智子（3B junior）
- 11月4日
  - 今泉佑唯（欅坂46）
  - 山本彩（NMB48）
- 11月16日 - 志田愛佳（欅坂46）
- 11月20日 - わたる（B2takes!）
- 11月22日
  - たこち、とちーちゃん（ロリータ18号）
  - 赤毛（ホロ）
- 11月24日
  - 別所和洋（Yasei Collective）
  - 高倉藍夏（ナナランド）
- 11月30日 - 若月佑美（乃木坂46）[注 6]
- 11月 - 山ちゃん（どついたるねん）
- 12月3日 - 植村梓（NMB48）
- 12月4日 - akko（PIGGY BANKS）
- 12月5日 - 勇太郎（Novelbright）
- 12月6日 - 松浦英治（Ken Yokoyama）
- 12月7日 - 鞘師里保（ハロー!プロジェクト）
- 12月9日 - 越川和磨、菊池篤、高地広明（THE STARBEMS）
- 12月11日 - 高田雄一（MEANING）
- 12月15日
  - 能條愛未（乃木坂46）
  - 神咲詩織、古川いおり、スーブー、田森美咲、夏目花実、湊莉久（恵比寿マスカッツ）
- 12月16日
  - 飯窪春菜（モーニング娘。）
  - Cazqui、Daichi（NOCTURNAL BLOODLUST）
  - 髙橋麻里（Dorothy Little Happy）
- 12月17日 - Re:NO（Aldious）
- 12月20日
  - 川後陽菜（乃木坂46）
  - Anna（FAKY）
- 12月21日
  - 相谷麗菜（我儘ラキア）
  - 小澤廉（B2takes!）
- 12月22日
  - 米谷奈々未（欅坂46）
  - エビデンス（SUSHIBOYS）
- 12月23日 - Chikai（SpecialThanks）
- 12月25日 - 竹内美宥（AKB48）
- 12月27日 - 松田祐実（HKT48）
- 12月28日
  - JOE（HONG￥O.JP）
  - レッドジジ（密会と耳鳴り）
- 12月29日 - 平田亜耶加（アイドルカレッジ）
- 12月30日
  - 1号まい（Gacharic Spin）
  - 仮屋世来音（風男塾）
- 12月31日
  - 西野七瀬（乃木坂46）
  - RYO（DEEP）
- 未定 - 藤原祐輔、折原大輔（ORANGE POST REASON）[280][281]。

## 逮捕
| 1月17日 | UZI                          | 大麻取締法違反（現行犯）                       |
| 3月9日  | 森田昌典（Studio Apartment） | 関税法違反・消費税法違反容疑                   |
| 5月7日  | RITTO                        | 大麻取締法違反容疑                             |
| 6月28日 | D.O（KAMINARI-KAZOKU.）      | 大麻取締法違反・麻薬及び向精神薬取締法違反容疑 |
| 8月     | TAKA（LOOP H☆R）             | 強制わいせつ容疑                               |
| 9月4日  | Amateras (ラッパー)          | 大麻取締法違反容疑                             |
| 9月6日  | 吉澤ひとみ（モーニング娘。） | ひき逃げ容疑                                   |
| 10月7日 | デイビッド・モラレス         | 麻薬所持容疑                                   |
| 11月6日 | SHIKATA                      | 大麻取締法違反（所持）容疑                     |

## 改名・表記変更
- 1月1日 - 知る権利→TENDER TEMPER
- 1月6日 - スノーマン→スピラ・スピカ
- 2月9日 - JABBA DA HUTT FOOTBALL CLUB→JABBA DA FOOTBALL CLUB
- 2月14日 - ヒロネちゃん→mekakushe
- 4月14日 - 愛内里菜→R
- 4月23日 - 里咲りさ→Pinokko
- 5月1日 - 転校少女歌撃団→転校少女*
- 6月10日 - Alloy→WILL-O'
- 6月27日 - BARICANG→bivouac
- 7月29日 - I-RabBits→IRabBits
- 8月18日 - 超新星→SUPERNOVA
- 9月30日 - callme→kolme
- 10月19日 - セックスマシーン→セックスマシーン!!
- 10月22日 - チームしゃちほこ→TEAM SHACHI
- 11月9日 - バンドじゃないもん!→バンドじゃないもん！MAXX NAKAYOSHI

## 誕生
- 2018年5月26日（7歳） - 村方乃々佳（童謡歌手）

## 死去
- 1月1日 - ロバート・マン、アメリカ合衆国のヴァイオリニスト（* 1920年）[282]
- 1月2日 - リック・ホール、アメリカ合衆国の音楽プロデューサー（* 1932年）[283]
- 1月4日 - レイ・トーマス（英語版）、イギリスの歌手、フルート奏者、作曲家、ムーディー・ブルース創設メンバー（* 1941年）[284]
- 1月5日 - 藤岡幹大、日本のギタリスト（* 1981年）[285]
- 1月7日 - フランス・ギャル、フランスの歌手（* 1947年）[286]
- 1月9日 - アレクサンドル・ヴェデルニコフ、ソビエト社会主義共和国連邦・ロシア連邦のオペラ歌手（* 1927年）[287]
- 1月10日 - エディ・クラーク（英語版）、イギリスのギタリスト、元モーターヘッドメンバー、ファストウェイメンバー（* 1950年）[288]
- 1月12日 - ピエール・パンスマイユ、フランスのオルガニスト（* 1956年）[289]
- 1月15日
  - エドウィン・ホーキンス（英語版）、アメリカ合衆国のゴスペル歌手（* 1943年）[290]
  - ドロレス・オリオーダン、アイルランドのシンガーソングライター、クランベリーズのボーカリスト（* 1971年）[291]
- 1月16日 - デイヴ・ホーランド（英語版）、イギリスのドラマー、元トラピーズ、元ジューダス・プリーストのメンバー（* 1948年）[292]
- 1月17日 - デニス・カスパート（英語版、ドイツ語版）、ドイツの元ラッパー、ISIS活動家（* 1975年）[293]
- 1月20日 - ジム・ロッドフォード（英語版）、イギリスのベーシスト（* 1941年）[294]
- 1月23日
  - ヒュー・マセケラ、南アフリカ連邦出身のトランペット奏者（* 1939年）[295]
  - ラリ・ホワイト（英語版）、アメリカ合衆国のカントリー・ミュージック歌手（* 1965年）[296]
- 1月24日 - ECD、日本のヒップホップミュージシャン（* 1960年）[297]
- 1月25日 - イーゴリ・ジューコフ、ロシアのピアニスト、指揮者（* 1936年）[298]
- 1月31日 - いときん、日本のヒップホップミュージシャン、ET-KINGリーダー（* 1979年）[299]
- 2月1日
  - デニス・エドワーズ（英語版）、アメリカ合衆国のソウルミュージック・R&B歌手、テンプテーションズのメンバー（* 1943年）[300]
  - レツゴー長作、日本の漫才師、歌手、レツゴー三匹のメンバー（* 1943年）[301]
- 2月3日 - レオン・チャンクラー、アメリカ合衆国のジャズ・ファンクドラマー（* 1954年）[302]
- 2月5日 - ジーノ・ロート、ドイツのギタリスト（* 1956年）[303]
- 2月7日 - パット・トーピー、アメリカ合衆国のドラマー、MR. BIGメンバー（* 1959年）[304]
- 2月8日 - ラヴバッグ・スタースキー（英語版）、アメリカ合衆国のラッパー、DJ（* 1960年）[305]
- 2月9日
  - 山里勇吉、日本の沖縄民謡歌手（* 1925年）[306]
  - クレイグ・マグレガー（英語版）、アメリカ合衆国のベーシスト、フォガットメンバー（* 1949年）[307]
  - レグ・E・キャシー、アメリカ合衆国の俳優（* 1958年）[308]
  - ヨハン・ヨハンソン、アイスランドの作曲家（* 1969年）[309]
- 2月11日
  - ヴィック・ダモーン、アメリカ合衆国の歌手、俳優（* 1928年）[310]
  - トム・ラップ（英語版）、アメリカ合衆国のシンガーソングライター、パールズ・ビフォア・スワイン（英語版）リーダー（* 1947年）[311]
- 2月12日 - ダリル・シングルタリー（英語版）、アメリカ合衆国のカントリー・ミュージック歌手（* 1971年）[312]
- 2月13日 - クラーシェ・ヴァン・ダー・ヴァル （オランダ語版）、オランダのベーシスト、ショッキング・ブルーメンバー（* 1949年）[313]
- 2月15日
  - 小曽根実、日本のジャズピアニスト、オルガン奏者。[注 7]（* 1934年）[314]
  - Febb As Young Mason、日本のラッパー、ヒップホップグループ『Fla$hBackS』メンバー（* 1994年）[315]
- 2月16日
  - リトル・サミー・デイビス（英語版）、アメリカ合衆国のブルース歌手（* 1928年）[316]
  - バーバラ・アルストン、アメリカ合衆国の歌手、クリスタルズメンバー（* 1943年）[317]
  - ボイド・ジャービス（英語版）、アメリカ合衆国の音楽プロデューサー、ミュージシャン（* 1958年）[318]
- 2月18日 - ディディエ・ロックウッド、フランスのジャズヴァイオリニスト（* 1956年）[319]
- 2月22日
  - ナネット・ファブレイ（英語版）、アメリカ合衆国の女優、歌手、ダンサー（* 1920年）[320]
  - 礒山雅、日本の音楽学者、国立音楽大学招聘教授（* 1948年）[321]
- 2月23日 - エディ・アムー（英語版）、イギリスのソウル、ファンク歌手、リアル・シング（英語版）メンバー（* 1944年もしくは1950年）[322][323]
- 2月24日 - 左とん平、日本の俳優。1973年に『とん平のヘイ・ユウ・ブルース』が大ヒット（* 1937年）[324]
- 3月3日 - 大野誠、日本のミュージシャン、作詞家、作曲家。元1st BLOODボーカル・MAKOTO、別名・大地土子[注 8]（* 1966年）[325]
- 3月4日 - ラッセル・ソロモン、アメリカ合衆国の実業家、タワーレコード創業者（* 1925年）[326]
- 3月19日 - 青木裕、日本のミュージシャン、downyのメンバー（* 1970年）[327]
- 3月23日 - 大本萌景、日本のアイドル、愛の葉Girlsのメンバー（* 2001年?）[328] 活動自粛[329]
- 3月25日 - ミヌ、韓国のアイドル、100％リーダー(* 1985年)
- 3月28日 - 月亭可朝、日本の落語家。1969年に『嘆きのボイン』が大ヒット（* 1938年）[330]
- 3月29日 - グリゴリー・フェイギン
- 4月1日 - 平山美智子
- 4月1日 - ミシェル・セネシャル
- 4月5日 - ヴォルフガング・シュトラウス
- 4月5日 - セシル・テイラー
- 4月8日 - アルフォンソ・モセスティ
- 4月10日 - 中元清純
- 4月10日 - イヴォンヌ・ステイプルズ（ザ・ステイプル・シンガーズ）
- 4月14日 - ミラン・シュカンバ（スメタナ弦楽四重奏団）
- 4月14日 - ジャン＝クロード・マルゴワール
- 4月17日 - ランディ・スクラッグス
- 4月18日 - 森雄二（森雄二とサザンクロス）
- 4月20日 - アヴィーチー
- 4月23日 - アーサー・B・ルビンスタイン
- 4月24日 - 島袋正雄
- 4月24日 - 森田童子、日本の歌手・シンガーソングライター（* 1952年）[331]
- 4月26日 - チャールズ・ネヴィル（ネヴィル・ブラザーズ）
- 4月27日 - 朝丘雪路、日本の歌手・女優。NHK紅白歌合戦通算10回出場（* 1935年）[332]
- 4月27日 - ギルド・マホネス
- 4月30日
  - 木下忠司、日本の作曲家、編曲家。『喜びも悲しみも幾歳月』（松竹映画）、『水戸黄門』（TBS系時代劇[注 9]）、『特捜最前線』（テレビ朝日・東映製作テレビドラマ）等の劇伴音楽を担当（* 1916年）[333]。
  - 東海林修、日本の作曲家、編曲家。NHK総合テレビ音楽番組『若さとリズム』（1965年）の音楽担当や全日本吹奏楽コンクール課題曲『ディスコ・キッド』（1977年）の作曲、沢田研二のソロ初期の楽曲（『許されない愛』『危険なふたり』など）の編曲などを担当（* 1932年）[334]。
- 5月1日 - ワンダ・ウィウコミルスカ
- 5月1日 - ジャボ・スタークス（JBズ）
- 5月2日 - ヘルマン・クレバース
- 5月2日 - 井上堯之、日本のミュージシャン、ギタリスト、井上堯之バンドリーダー、ザ・スパイダース・PYG・ソン・フィルトル元メンバー（* 1941年）[335]。
- 5月4日 -  スティーブ・コイ（デッド・オア・アライヴ）
- 5月9日 - ベン・グレイヴス（ドープ）
- 5月13日 - グレン・ブランカ
- 5月16日 - 西城秀樹、日本の歌手（* 1955年）[336]
- 5月19日 - レジー・ルーカス
- 5月20日 - ディーター・シュネーベル
- 5月24日 - 千葉龍太郎（GRAND FAMILY ORCHESTRA）
- 5月25日 - ピート・ケー
- 5月26日 - 古賀力
- 5月28日 - ハンス＝マルティン・シュナイト
- 5月28日 - いか八朗
- 5月29日 - 松下修也
- 5月29日 - パンチョ加賀美、日本のドラマー、ピンキーとキラーズ元メンバー（* 1944年）[337]
- 5月 - 丸山晴茂、日本のドラマー、サニーデイ・サービスメンバー（* 1970年）[338]
- 6月3日 - クラレンス・ファウンテン（ブラインド・ボーイズ・オブ・アラバマ）
- 6月6日 - 寺尾次郎（シュガー・ベイブ）
- 6月6日 - ラルフ・サントーラ（ディーサイド/デス/アイスド・アース/オビチュアリー）
- 6月8日 - ダニー・カーワン（フリートウッド・マック）
- 6月10日 - ニール・E・ボイド
- 6月12日 - ジョン・ハイズマン
- 6月13日 - D・J・フォンタナ
- 6月15日 - マット・マーフィー（ブルース・ブラザーズ）
- 6月15日 - ニック・ノックス（ザ・クランプス）
- 6月15日、君島零、日本の歌手、EIGHT OF TRIANGLEのボーカル「Ray」[339][340]
- 6月16日 - ゲンナジー・ロジェストヴェンスキー
- 6月18日 - XXXテンタシオン、アメリカ合衆国のラッパー（* 1998年）[341]
- 6月22日 - ヴィニー・ポール（パンテラ/ダメージプラン/ヘルイェー）
- 6月27日 - ジョセフ・ジャクソン
- 6月29日 - フランツ・バイヤー
- 7月2日
  - ビル・ワトラス、アメリカ合衆国のジャズミュージシャン（* 1939年）[342]
  - アラン・ロングミュアー、英国のミュージシャン、ベイ・シティ・ローラーズメンバー（* 1949年））[343]
  - ヘンリー・バトラー
- 7月3日 - リチャード・スウィフト（シンズ/ザ・ブラック・キーズ）
- 7月6日
  - ヴラトコ・イリエフスキ、マケドニア共和国の歌手、俳優（* 1985年）[344]
  - 中尾翔太、日本のダンサー、FANTASTICSメンバー（* 1996年）[345][346]
- 7月7日 - ブレット・ホフマン（マルヴォレント・クリエイション）
- 7月8日
  - タブ・ハンター、アメリカ合衆国の俳優・歌手（* 1931年）[347]
  - オリヴァー・ナッセン、イギリスの作曲家、指揮者（* 1952年）[348]
- 7月15日 - 生田悦子、日本の女優、よせなべトリオのメンバー
- 7月15日 - セリル・デクロウ（ギャラクティック）
- 7月25日 - ギィ・ファロ
- 7月25日 - パトリック・ウィリアムズ
- 7月29日 - トーマス・スタンコ
- 8月1日 - セレステ・ロドリゲス（ポルトガル語版）、ポルトガルのファド歌手（* 1923年）[349]
- 8月3日 - トミー・ピープルズ、アイルランドのフィドル奏者、元ボシー・バンドメンバー（* 1948年）[350]
- 8月5日
  - 水橋春夫、日本の音楽プロデューサー、ギタリスト、元ジャックス（ロックバンド）メンバー（* 1949年）[351]
  - エレン・ジョイス・ルー（中国語版）（盧凱彤）、香港の歌手、at17（中国語版）メンバー（* 1986年）[352]
- 8月7日
  - ドゥミトル・ファルカス（ルーマニア語版）、ルーマニアのタラゴット奏者（* 1938年）[353]
  - エティエンヌ・シコ（フランス語版）、フランスの俳優、作曲家（* 1949年）[354]
- 8月14日 - ジル・ジェイナス（英語版）、アメリカ合衆国の歌手、元ハントレス（英語版）メンバー（* 1975年）[355]
- 8月16日
  - カウント・プリンス・ミラー（英語版）、ジャマイカ出身のイギリスの俳優、歌手（* 1935年）[356]
  - アレサ・フランクリン、アメリカ合衆国のソウルシンガー（* 1942年）[357]
- 8月17日
  - クラウディオ・ロッリ（イタリア語版）、イタリアのシンガーソングライター（* 1950年）[358]
  - ダニー・ピアソン（英語版）、アメリカ合衆国のR&Bシンガーソングライター（* 1953年）[359]
- 8月19日 - 森岡賢一郎、日本の作曲家・編曲家（* 1934年）[360]
- 8月20日 - 末吉保雄、日本の作曲家（* 1937年）[361]
- 8月21日 - 青山友樹、日本のドラマー、Nano.RIPE元メンバー（* 1988年）[362]
- 8月22日
  - レイジー・レスター、アメリカ合衆国のブルースミュージシャン（* 1933年）[363]
  - エド・キング（英語版）、アメリカ合衆国のギタリスト、元ストロベリー・アラーム・クロック・レーナード・スキナードメンバー（* 1949年）[364]
  - マコト・サカモト（坂元真）、日本のドラマー、ザ・ティアーズメンバー（* 生年不詳）[365]
- 8月23日 - ジョージ・ウォーカー（英語版）、アメリカ合衆国の作曲家、ピュリッツァー賞受賞者（* 1922年）[366]
- 8月24日 - DJレディー・レッド（ゲトー・ボーイズ）
- 8月25日
  - ノアム・シェリフ（英語版）、イスラエルの作曲家、指揮者（* 1935年）[367]
  - カイル・パヴォノフ、アメリカ合衆国の歌手、ウイ・ケイム・アズ・ロマンスメンバー（* 1990年）[368]
- 8月26日 - インゲ・ボルク、ドイツのソプラノ歌手（* 1917年）[369]
- 8月29日 - 上原まり
- 8月30日 - 鳥井実
- 9月1日 - ランディ・ウェストン
- 9月1日 - カルロ・カーヴァ
- 9月6日 - クラウディオ・シモーネ
- 9月7日 - 盛中国
- 9月7日 - マック・ミラー
- 9月8日 - チェルシー・スミス
- 9月12日 - ラシッド・タハ
- 9月15日 - 樹木希林、日本の女優
- 9月17日 - 小田裕一郎、日本の作曲家・編曲家（* 1950年）[370]
- 9月18日 - ピヨトル・ラヘルト
- 9月19日 - 秋山道男
- 9月21日 - ホセ・ルイス・デ・デラス
- 9月27日 - マーティー・バリン（ジェファーソン・エアプレイン）
- 9月28日 - 渚ようこ
- 9月29日 - オーティス・ラッシュ
- 10月1日 - シャルル・アズナヴール、フランスのシャンソン歌手（* 1924年）[371]
- 10月1日 - ステルヴィオ・チプリアーニ
- 10月1日 - 岡山潔
- 10月2日 - ジェフ・エメリック
- 10月6日 - モンセラート・カバリェ
- 10月12日 - 小杉武久
- 10月13日 - 菅野沖彦
- 10月13日 - 嶺貞子
- 10月17日 - オリー・ハーバート（オール・ザット・リメインズ）
- 10月24日 - トニー・ジョー・ホワイト
- 10月25日 - ソニー・フォーチュン
- 10月27日 - 江波杏子
- 10月27日 - トッド・ユース（ダンジグ/アグノスティック・フロント）
- 11月2日 - ロイ・ハーグローヴ、アメリカ合衆国のジャズトランペット奏者（* 1969年）[372]
- 11月3日 - ジョッシュ・フォーヴァー（ディアハンター）
- 11月5日 - 蓬萊泰三
- 11月6日 - 名倉淑子
- 11月6日 - ヒュー・マクドウェル（エレクトリック・ライト・オーケストラ/ウィザード）
- 11月7日（死去報道日） - フランシス・レイ、フランスの作曲家（* 1932年）[373]
- 11月12日 - リカルド・レケホ
- 11月13日 - 成田賢、日本の歌手
- 11月13日 - 片山広明
- 11月14日 - 佐山雅弘、日本のジャズピアニスト、作曲家（* 1953年）[374]
- 11月24日 - ハロルド・ファーバーマン
- 11月25日 - ニナ・ベイリナ
- 11月25日 - 前田憲男、日本のジャズピアニスト、作曲家（* 1934年）[375]
- 11月26日 - スタニスラフ・ゴルコヴェンコ
- 11月29日 - 川崎優
- 12月3日 - 大中恩
- 12月6日 - ピート・シェリー（バズコックス）
- 12月7日 - マスカラ・スネーク（キャプテン・ビーフハート・アンド・ヒズ・マジック・バンド）
- 12月10日 - 鎌田ジョージ
- 12月13日 - ナンシー・ウィルソン
- 12月16日 - 降矢美彌子
- 12月17日 - 杉紀彦、日本の作詞家
- 12月23日 - 杉原淳（大橋巨泉とザ・サラブレッズ）
- 12月26日 - 山木幸三郎
- 12月28日 - 藤田淑子、日本の声優
- 12月30日 - ブランディーヌ・ヴェルレ
- 12月31日 - アービー・グリーン